# Archäologische Staatssammlung

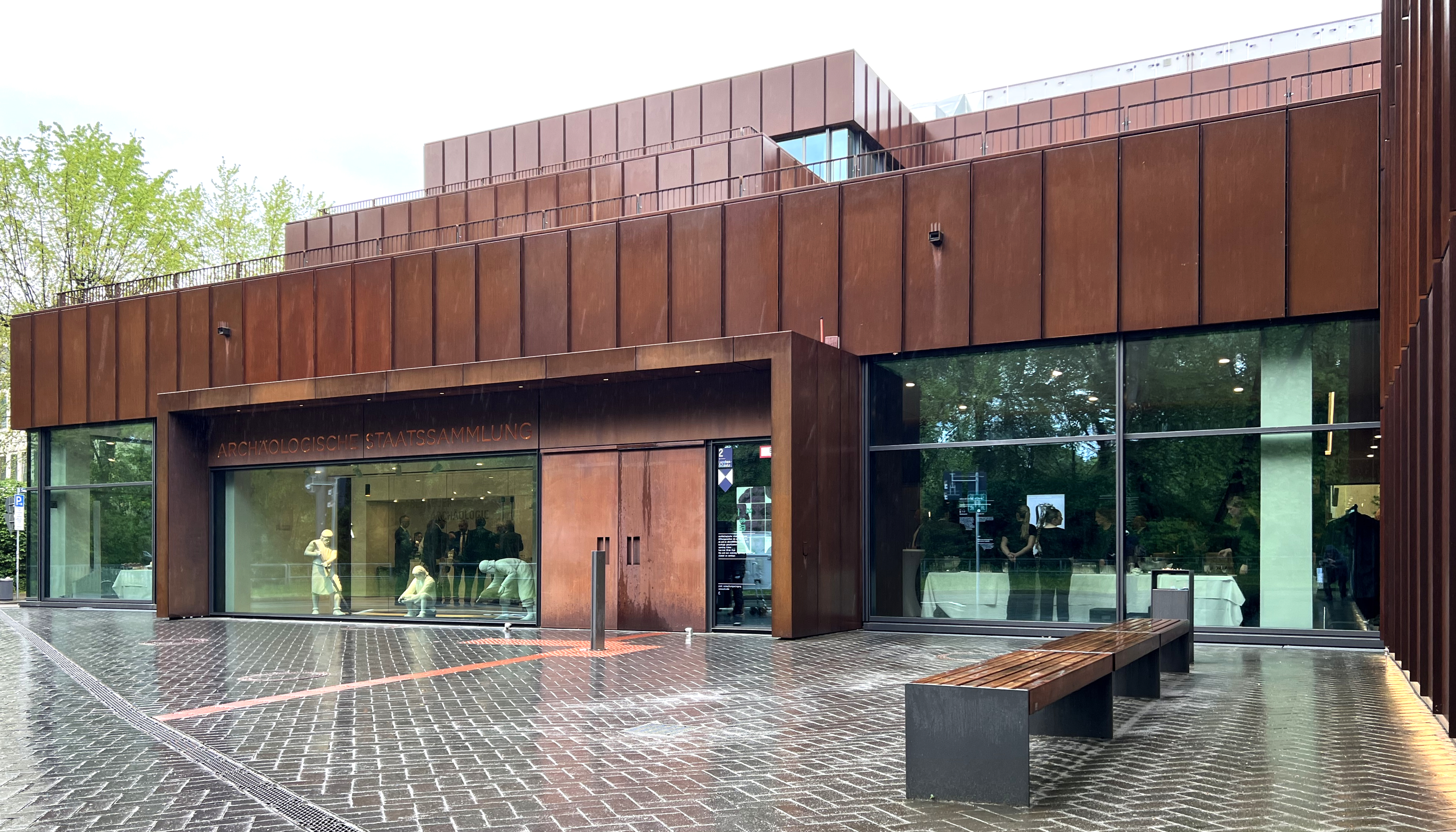
Archäologische Staatssammlung, 2024

Die Archäologische Staatssammlung in München ist das zentrale bayerische Landesmuseum für Vor- und Frühgeschichte. Sie sammelt und präsentiert Hinterlassenschaften von Menschen im süddeutschen Raum, von der Altsteinzeit über die vorrömische und römische Zeit bis zum frühen Mittelalter, dazu eine eigene Abteilung „Mittelmeergebiet und Orient“, in der die Einbindung Bayerns in die Vor- und Frühgeschichte Mitteleuropas aufgezeigt wird.

## Struktur und Zielsetzung
In ihrem Aufbau und in ihrer Zielsetzung ist die Einrichtung Sammlung und Museum in einem. Die Sammlung enthält Kunst- und Alltagsobjekte, Grabbeigaben und Schatzfunde, ein Wissenschafts- und Restauratorenteam sammelt, bewahrt und erforscht archäologische Funde von Ausgrabungen in ganz Bayern. Aufbewahrt ist das alles in den Depots der Staatssammlung.
Das Museum ist das Schaufenster nach außen, in dem die bayerische Geschichte von vor 250.000 Jahren bis heute beleuchtet wird. Präsentiert wird stets nur ein kleiner Teil der insgesamt 20 Millionen archäologischer Funde der Archäologischen Staatssammlung. Die 15.000 ausgestellten Objekte bieten einen Blick in die Vergangenheit Bayerns und erlauben Rückschlüsse auf das Wirken menschlichen Handelns hinsichtlich Identität, Macht und Herrschaft, Kommunikation, Religion, Kunst und Technologie, Wirtschaft und Handel. Der Archäologischen Staatssammlung sind zudem acht Zweigmuseen zugeordnet, die sich über ganz Bayern verteilen.

Die neue Archäologische Staatssammlung
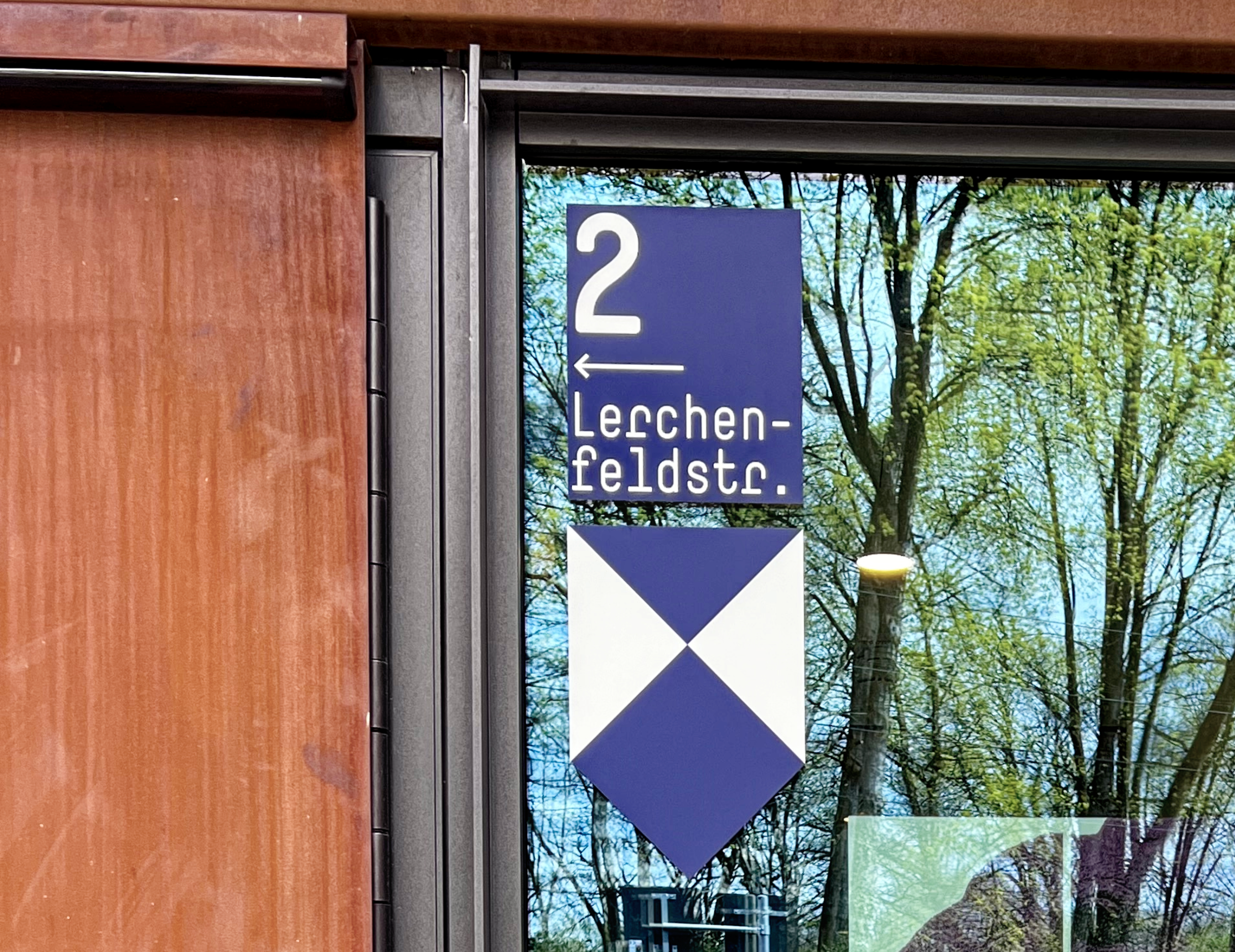
Alte Adresse
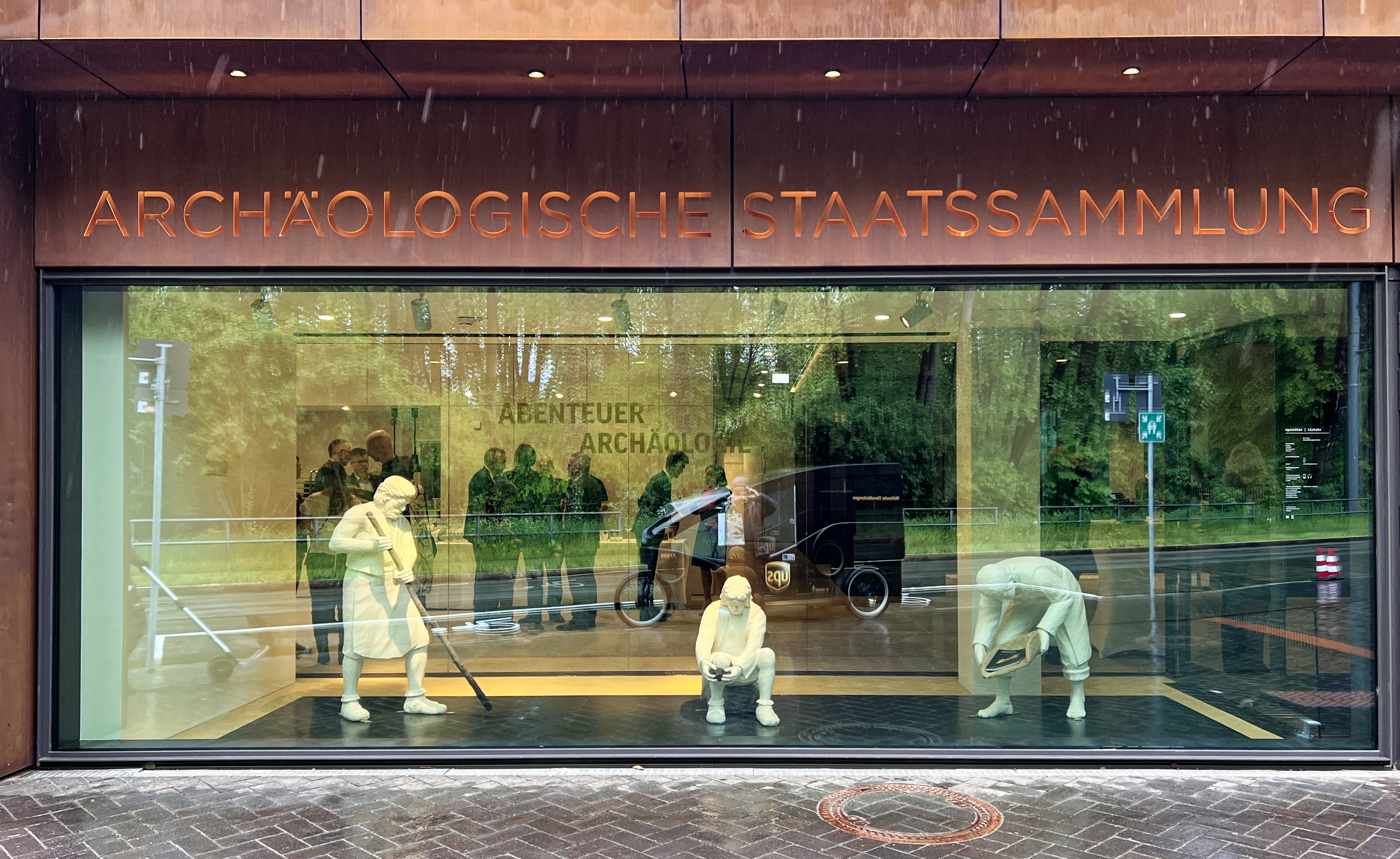
Neuer Eingang
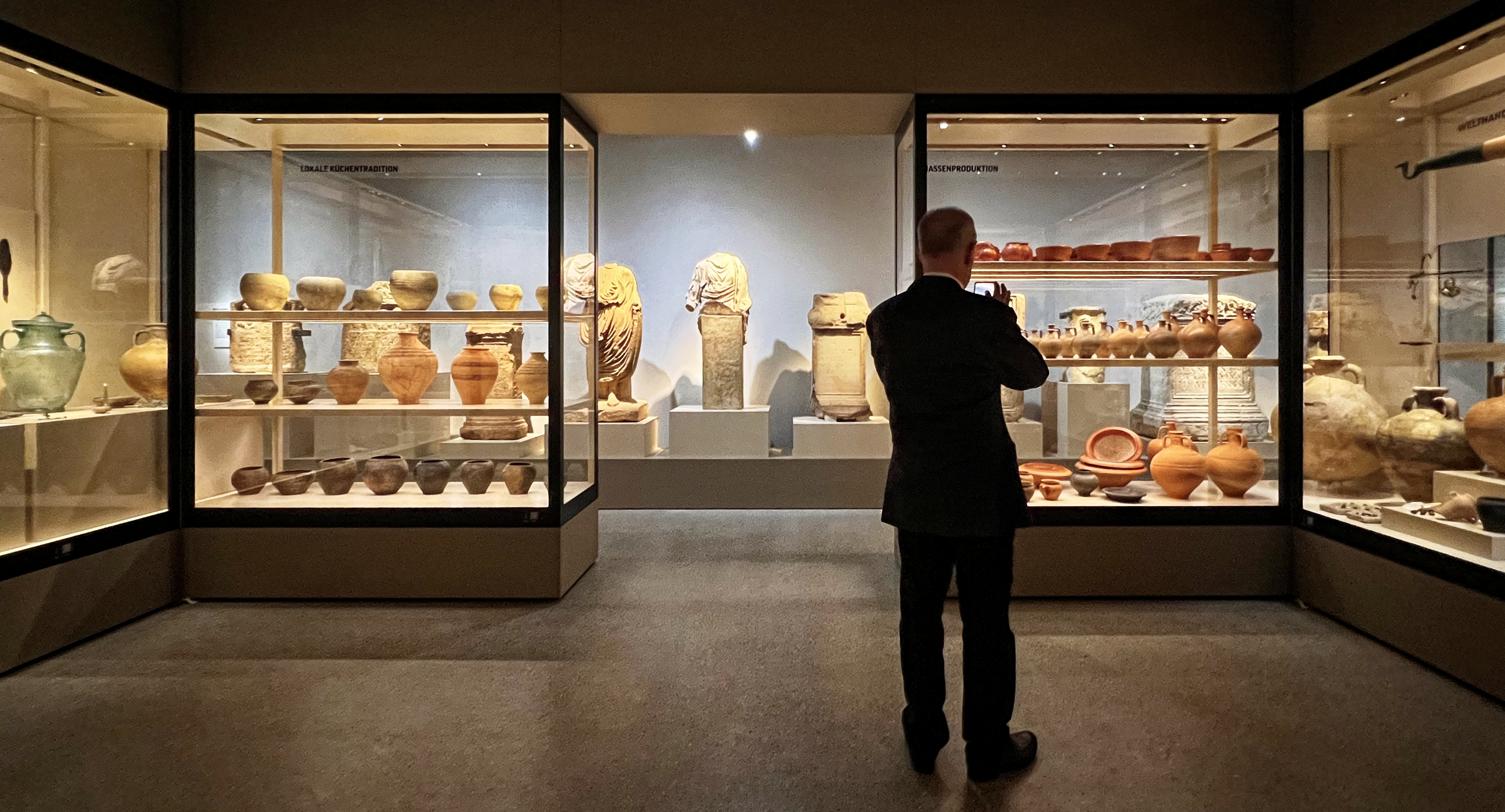
Mehr Ausstellungsfläche

## Geschichte

### 1885: Vorgänger-Einrichtungen
Als Gründungsdatum der Archäologischen Staatssammlung gilt der 14. Oktober 1885. Zunächst fungierte sie als Prähistorische Sammlung und war eine selbständige Abteilung des Conservatoriums der Paläontologischen Sammlung (heute Bayerische Staatssammlung für Paläontologie und Geologie). Am 7. Februar 1889 wurde diese Prähistorische Sammlung dem Generalkonservatorium der naturwissenschaftlichen Sammlungen im Königreich Bayern direkt unterstellt.
Der Gründer des Conservatoriums war der Physiologe und Anthropologe Johannes Ranke (1836–1916), ein Neffe des Historikers Leopold von Ranke. Als Mediziner und Naturwissenschaftler hatte er im Rahmen seiner Lehrtätigkeit an der Universität München Originale und Nachbildungen prähistorischer Objekte aus Bayern gesammelt, die er nach einer von ihm organisierten, erfolgreichen Ausstellung vom 11. März bis zum 7. April 1885 dem bayerischen Staat schenkte.
Zu der Zeit gab es in München drei Museen bzw. Museumsabteilungen, die vor- und frühgeschichtliche Funde in Bayern sammelten. Johannes Rankes Pläne für eine einheitliche Lösung waren vorerst gescheitert. Erst 1927 entschlossen sich der Historische Verein von Oberbayern und 1934 das Bayerische Nationalmuseum, ihre urgeschichtlichen Bestände dem staatlichen Spezialmuseum zu überlassen. Ab 1939 konnten die Bestände, deren Museumsräume in der Alten Akademie (auch Wilhelminum, in der Neuhauser Straße) 1944 zerstört wurden und die danach bis 1975 im Bayerischen Nationalmuseum untergebracht waren, nicht mehr der Öffentlichkeit in einer Dauerausstellung präsentiert werden.
Als ehrenamtlicher Leiter der Prähistorischen Sammlung hatte Ranke Anfang 1885 den Museums-Verein für Vorgeschichtliche Alterthümer Baierns ins Leben gerufen. Im Herbst 1885 wurden der Prähistorischen Sammlung die Bestände des Königlichen Ethnographischen Museums eingegliedert. Mit Mitteln der Bayerischen Akademie der Wissenschaften konnte in den Jahren 1885 und 1886 eine Sammlung wichtiger Höhlen- und Grabhügelfunde aus der Fränkischen Schweiz erworben werden.

### 1976: Neubau und Umbenennung
Ab Februar 1976 zogen nacheinander die verschiedenen Abteilungen der Prähistorischen Staatssammlung um, und zwar zum Englischen Garten in den von den Architekten Helmut von Werz (1912–1990), Johann-Christoph Ottow (1922–2012), Erhard Bachmann (* 1939) und Michel Marx (* 1939) konzipierten Museumsneubau aus Stahlbeton mit einer Fassadenverkleidung aus rostbildendem Cortenstahl. Hans-Jörg Kellner, Leiter der Prähistorischen Staatssammlung von 1960 bis 1984, hatte sich viele Jahre, zuletzt mit der von ihm 1973 initiierten Vereinigung der Freunde der Bayerischen Vor- und Frühgeschichte, für ein modernes archäologisches Landesmuseum mit eigenem Gebäude eingesetzt. Am 11. Mai 2000 wurde das Museum unter seinem Leiter Ludwig Wamser (seit 1995) in Archäologische Staatssammlung – Museum für Vor- und Frühgeschichte umbenannt. Bei der Eröffnung der Landesausstellung Die Römer zwischen Alpen und Nordmeer begründete Kultusminister Hans Zehetmair die Umbenennung damit, dass die alte Bezeichnung das Museum nicht mehr zutreffend charakterisiere. Es gebe in der Sammlung auch Funde jüngeren Datums, die jedoch wie alle Objekte der Sammlung ebenso mit Hilfe der Archäologie gefunden wurden.

### 2016: Schließung und Generalsanierung
2009 erhielt die Archäologische Staatssammlung vom Bayerischen Staatsministerium für Bildung und Kultus, Wissenschaft und Kunst die Zusage für die Generalsanierung des Museumsgebäudes und  den Anbau eines zusätzlichen Sonderausstellungsraumes. Mit dem Beginn der Sanierungsmaßnahme 2016 schloss das Museum. Den Entwurf für die Erweiterung erstellte das Architekturbüro Nieto Sobejano Arquitectos. Neben der energetischen Sanierung erfolgte auch eine Erweiterung des Museums um eine 600 m² große unterirdische Sonderausstellungshalle. Der Haupteingang des Museums wurde in einen neuen Gebäudekubus verlegt, die Fassade aus Cortenstahl wurde beibehalten. Auf der Dachfläche des unterirdischen Neubaus entstand ein Garten mit Spielplatz für die benachbarte Kindertagesstätte. Die Dächer wurden insgesamt begrünt, dies auch im Hinblick auf Vögel und Insekten aus dem benachbarten Englischen Garten. Sanierung, Umbau und Erweiterung haben 66 Millionen Euro gekostet.

Umbau der Archäologischen Staatssammlung
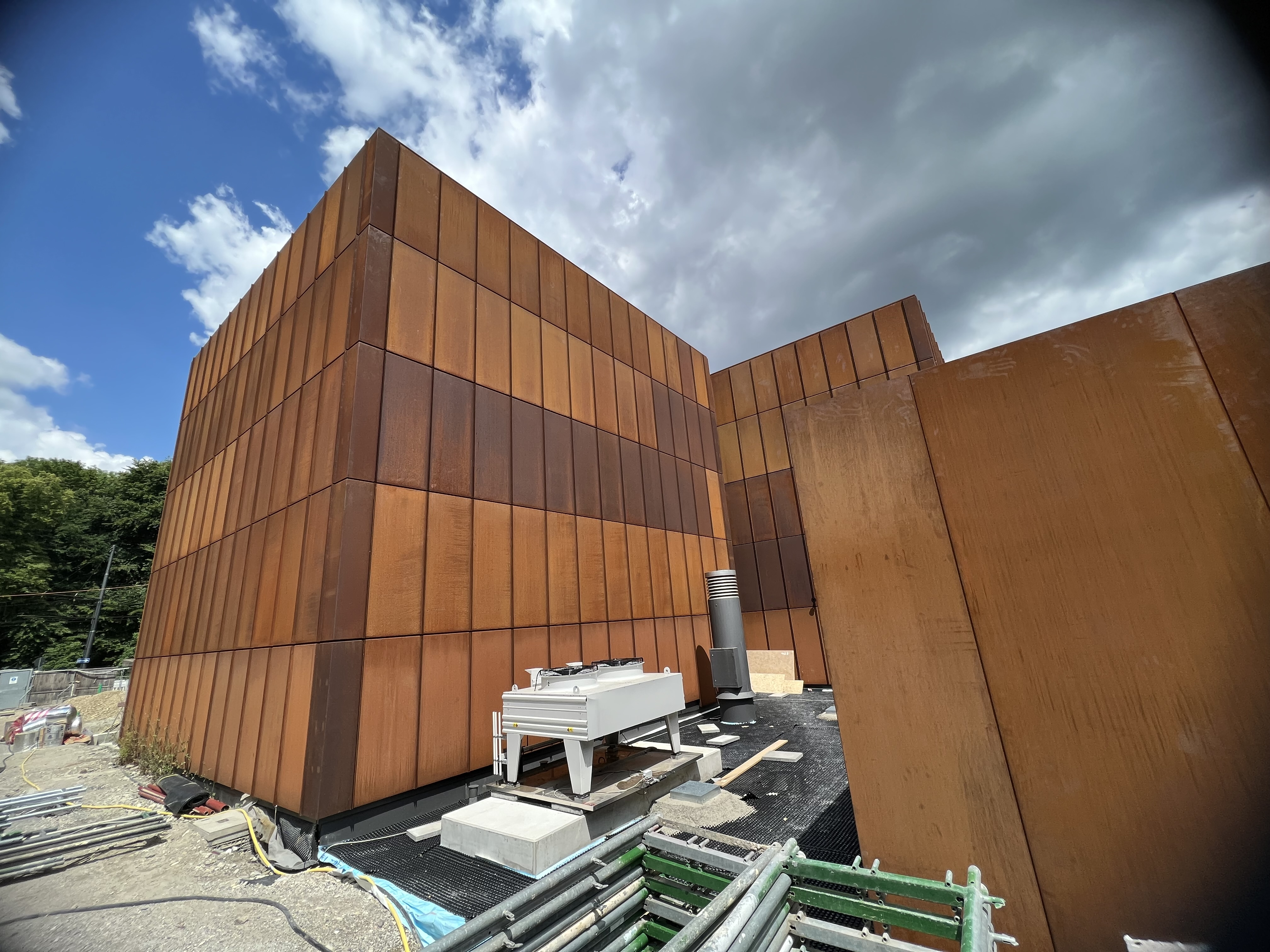
Umbauphase
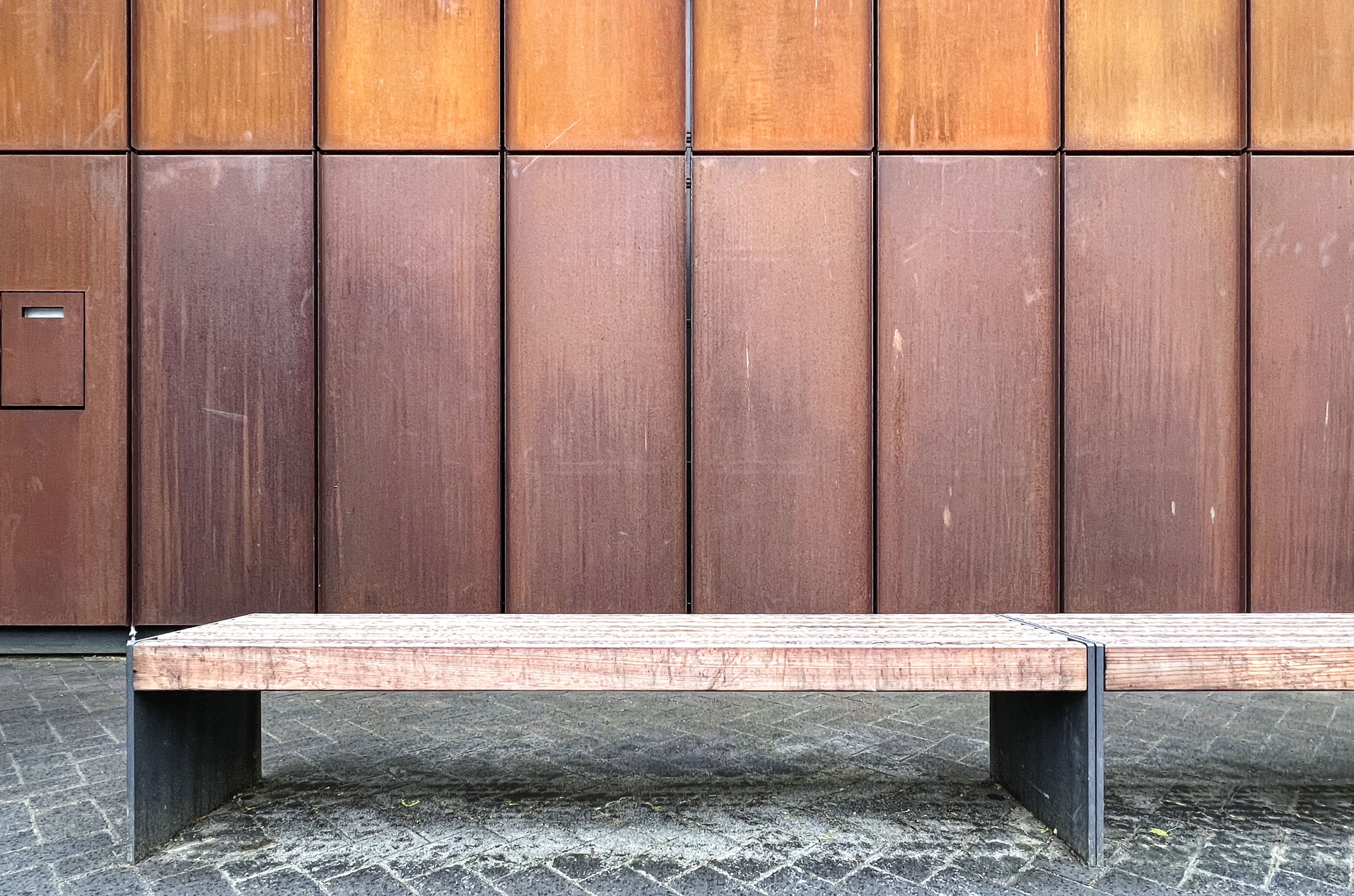
Cortenstahl-Fassade
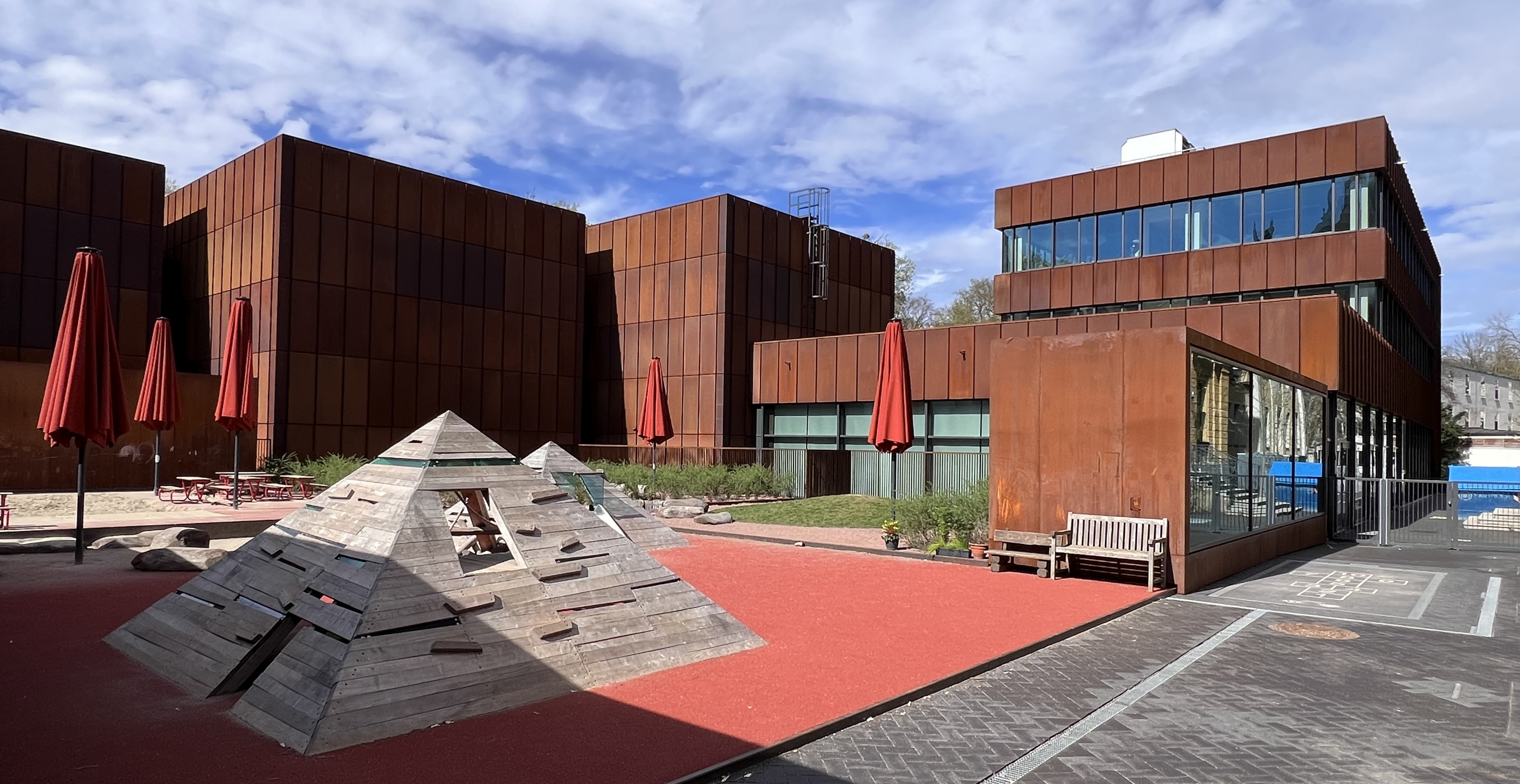
Garten mit Spielplatz

### 2024: Wiedereröffnung
Nach achtjähriger Schließung fand am 16. April 2024 die Wiedereröffnung der Archäologischen Staatssammlung statt. Eingerahmt und bedeckt von den rostfarbenen Stahlplatten erhebt sich nach wie vor der stufenförmig gestaffelte Baukörper, ein großer Teil der Archäologischen Staatssammlung liegt wie bisher unter der Erde. Im Zuge der Generalsanierung gestaltete das auf Museen und Ausstellungen spezialisierte Atelier Brückner das gesamte Innenleben des Museums neu. Das Foyer bietet nun Platz für Museumspädagogik und Vorträge. Das Café im Eingangsbereich und die Dachterrasse mit Bar sind ohne Ticket frei zugänglich. Insgesamt stehen 2.100 m² Ausstellungsfläche zur Verfügung, 1400 m² Dauerausstellungsfläche und 700 m² für Sonderausstellungen.
Gemäß dem neuen Museumskonzept sollen nicht mehr die archäologischen Funde nach verschiedenen Epochen aneinandergereiht werden, betonte der Museumsleiter Rupert Gebhard bei der Eröffnung. Ihm sei wichtig, soziale und wirtschaftliche Aspekte zwischen Mensch und Natur sowie gesellschaftliche Entwicklungen im Laufe der Geschichte deutlich zu machen. Ausgerichtet ist das Konzept auch auf Kinder und Jugendliche. Neben klassischen Texttafeln gibt es Mitmach-Stationen, Klanginstallationen und Gegenstände, die zum Anfassen einladen. Via Handy kann man über QR-Codes Informationen, Audiodateien oder Filme abrufen.

Wiedereröffnung 2024
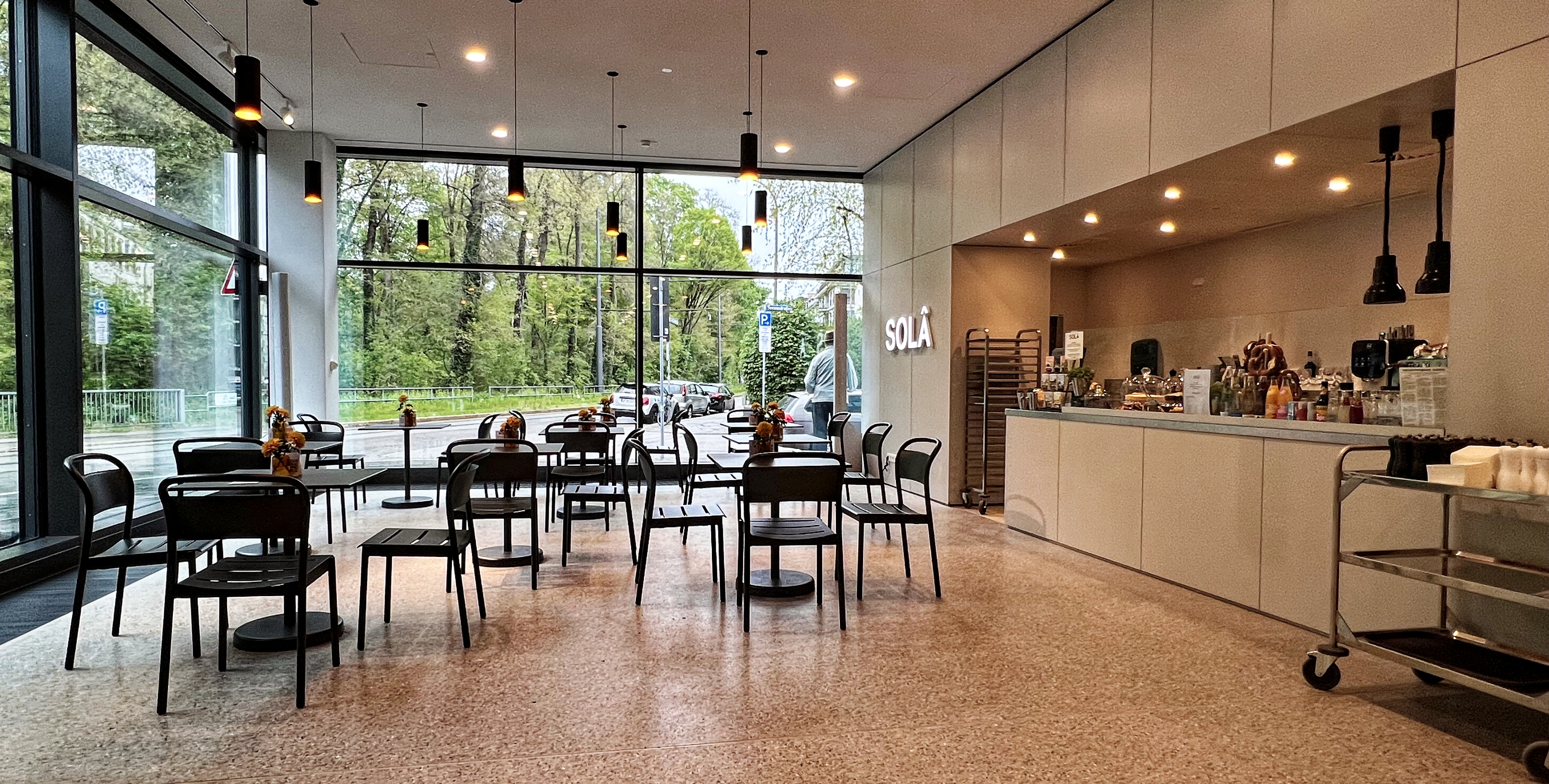
Café mit Blick zum Englischen Garten
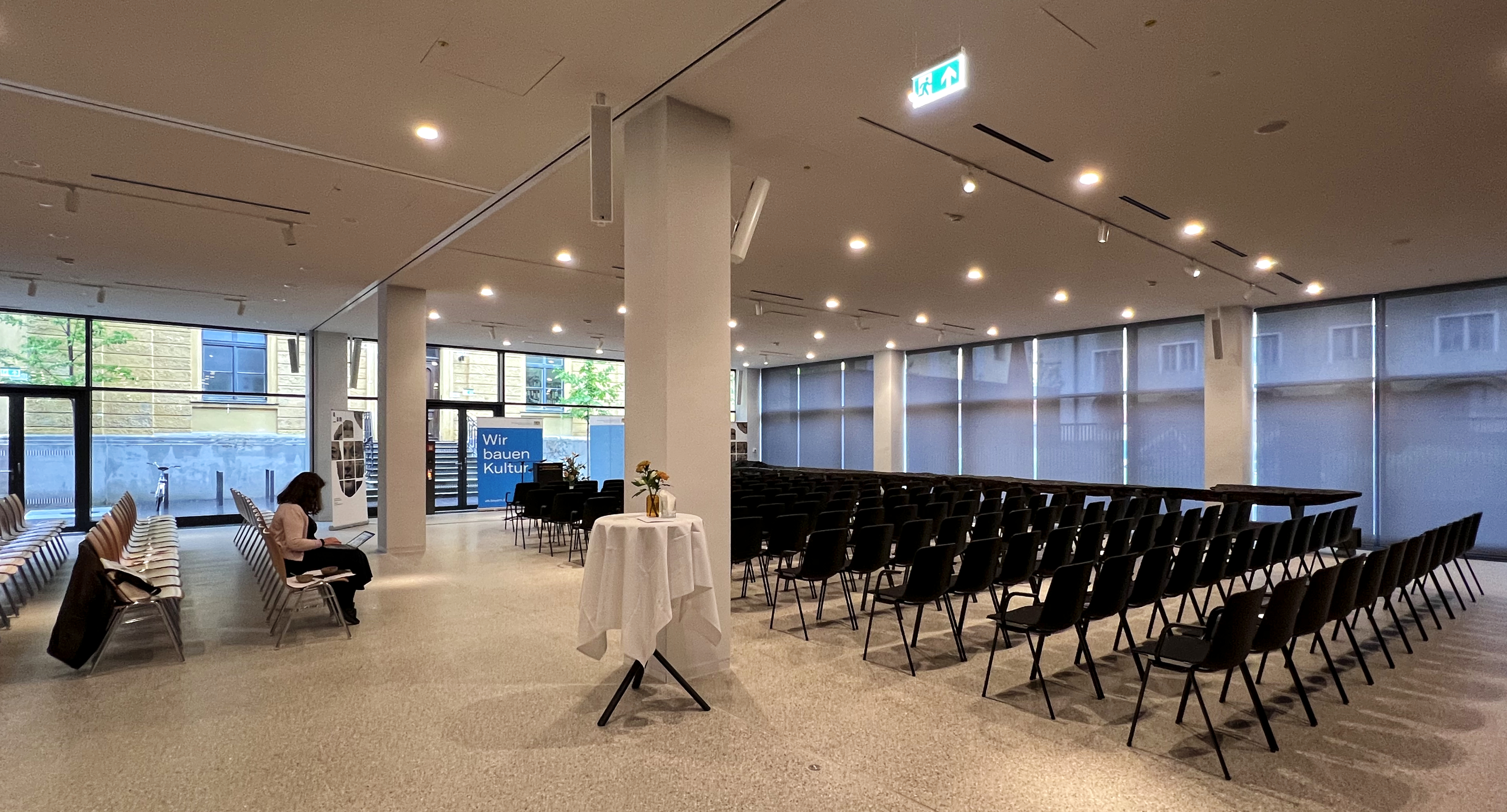
Vortragsraum und Festsaal
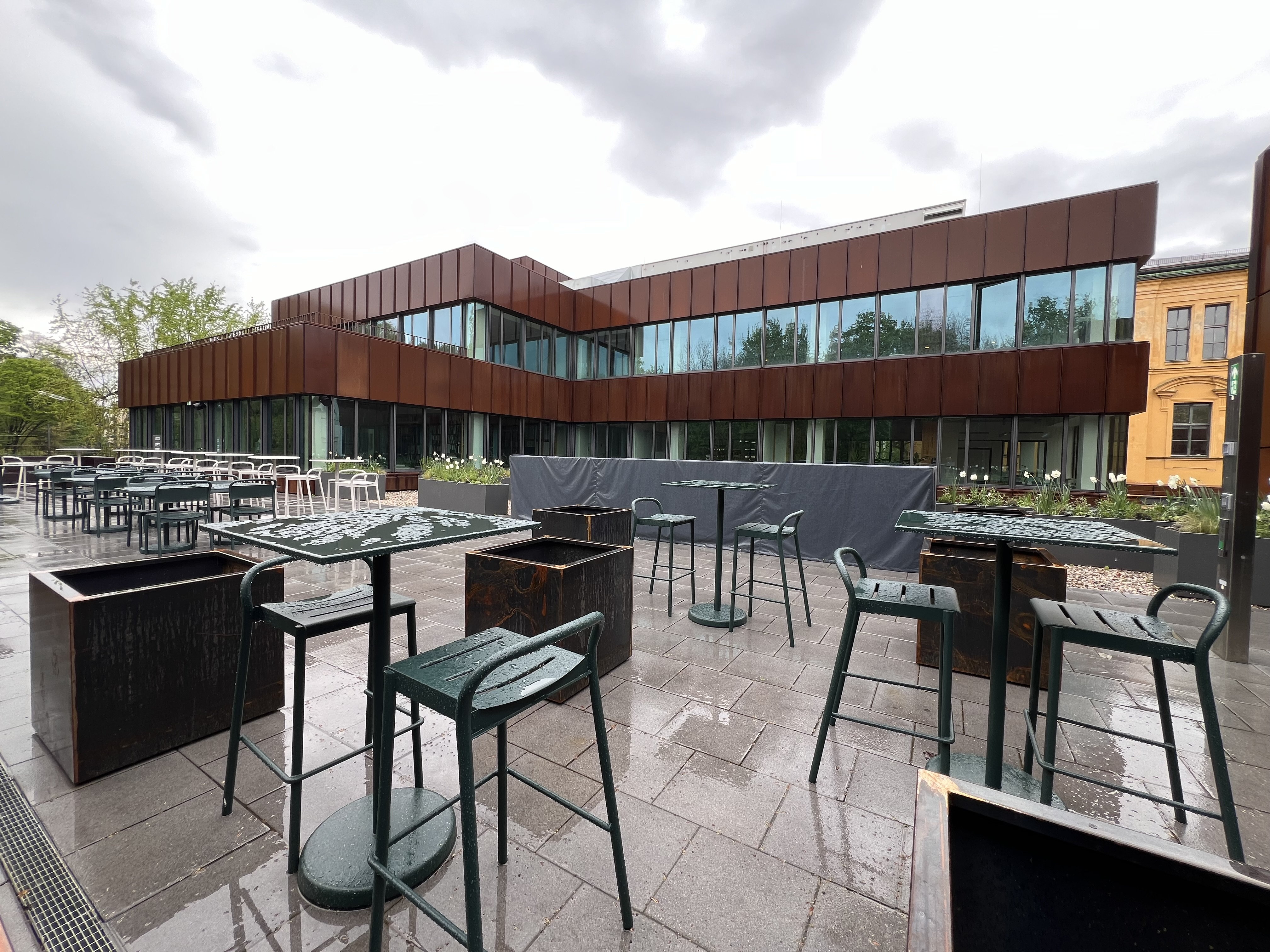
Dachterrasse mit Bar
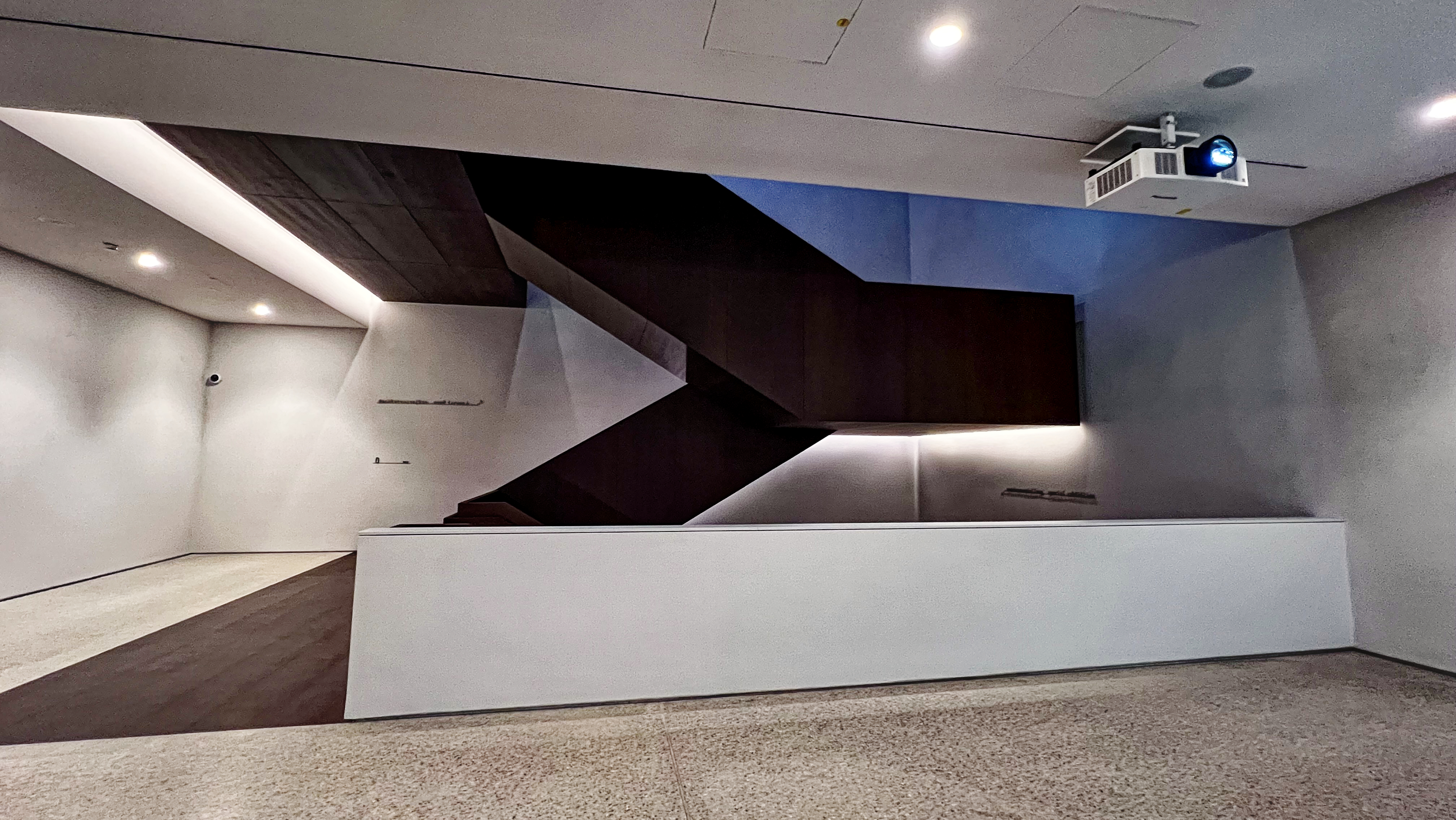
Großzügiges Treppenhaus

## Abteilungen der Archäologischen Staatssammlung
Kernaufgaben der Archäologischen Staatssammlung sind das Sammeln, Bewahren und Präsentieren archäologischer Funde und Befunde aus Bayern. Untergliedert ist die Staatssammlung in verschiedene Fachabteilungen. Beginnend mit der umfangreichen Abteilung für Vor- und Frühgeschichte, die auch die Völkerwanderungszeit, unterteilt in Steinzeit, Bronzezeit und Eisenzeit, wozu auch Keltenepoche zählt, in die Römerzeit, und die Abteilung Mittelalter/Neuzeit. Ein eigener Bereich ist die Einbindung von Bayern in die historischen Geschehnisse im Bereich „Mittelmeer und Vorderer Orient“. Alle Epochen übergreifende Abteilungen sind das Depot der Staatssammlung, die Numismatik und die Restauration mit eigenen Werkstätten. Hinzu kommen die von mehreren Fachabteilungen betreuten Zweigmuseen. Diese Aufteilung spiegelt sich in der administrativen Struktur der Staatssammlung wider, und auch in der wissenschaftlichen Arbeit der in der Sammlung und im Museum tätigen 68 Mitarbeiter.

### Vorgeschichte
Die Vor- und Frühgeschichte ist der früheste in der Staatssammlung dargestellte Abschnitt der Geschichte Bayerns. Er erstreckt sich über rund 250.000 Jahre, von den ersten Funden aus der Altsteinzeit – wie beispielsweise Steinwerkzeugen und einer Flöte aus Rehknochen – bis hin zu ersten Schriftzeugnissen in der Latènezeit. Die Epoche erstreckt sich vom Auftreten des Neandertalers und des Homo sapiens sapiens bis zur Kultur der Kelten während der Eisenzeit. Zu den Höhepunkten der Sammlung gehören figürliche Darstellungen aus der Alt- und Jungsteinzeit, Grab- und Depotfunde der Bronzezeit (Ende 2. Jahrtausend – 8. Jahrhundert v. Chr.) und Grabausstattungen der Eisenzeit (800 – 15 v. Chr.).
Im 2. Jahrtausend v. Chr. tritt mit einer technologischen Neuerung ein tiefgreifender Wandel ein: Eine neuartige Legierung aus Kupfer und Zinn wird  zur Bronze (Ende 2. Jahrtausend – 8. Jahrhundert v. Chr.). Die archäologischen Funde zeigen, wie Bronze weite Teile des Lebens – Waffen, Geräte und Schmuck – prägt. Deutlich wird auch, wie die während der Bronzezeit vorherrschenden Kulturen nach der verbreiteten Bestattungsform unterschieden werden: in Flachgräber der Frühbronzezeit, Hügelgräber der Mittelbronzezeit und Urnenfelderbestattungen der Spätbronzezeit.
Die latènezeitliche, sogenannte keltische Kunst verarbeitet Anregungen aus Etrurien, Griechenland, dem Nahen Osten und dem skythischen Raum. Am Ende der Eisenzeit entstehen mit den Oppida die ersten Städte nördlich der Alpen. Das Oppidum von Manching ist eine der bedeutendsten keltischen Ausgrabungsstätten Europas. Bedeutsam sind die keltischen Münzschätze und die Werke der keltischen Kleinkunst, darunter aus dem Oppidum von Manching.

Vor- und Frühgeschichte
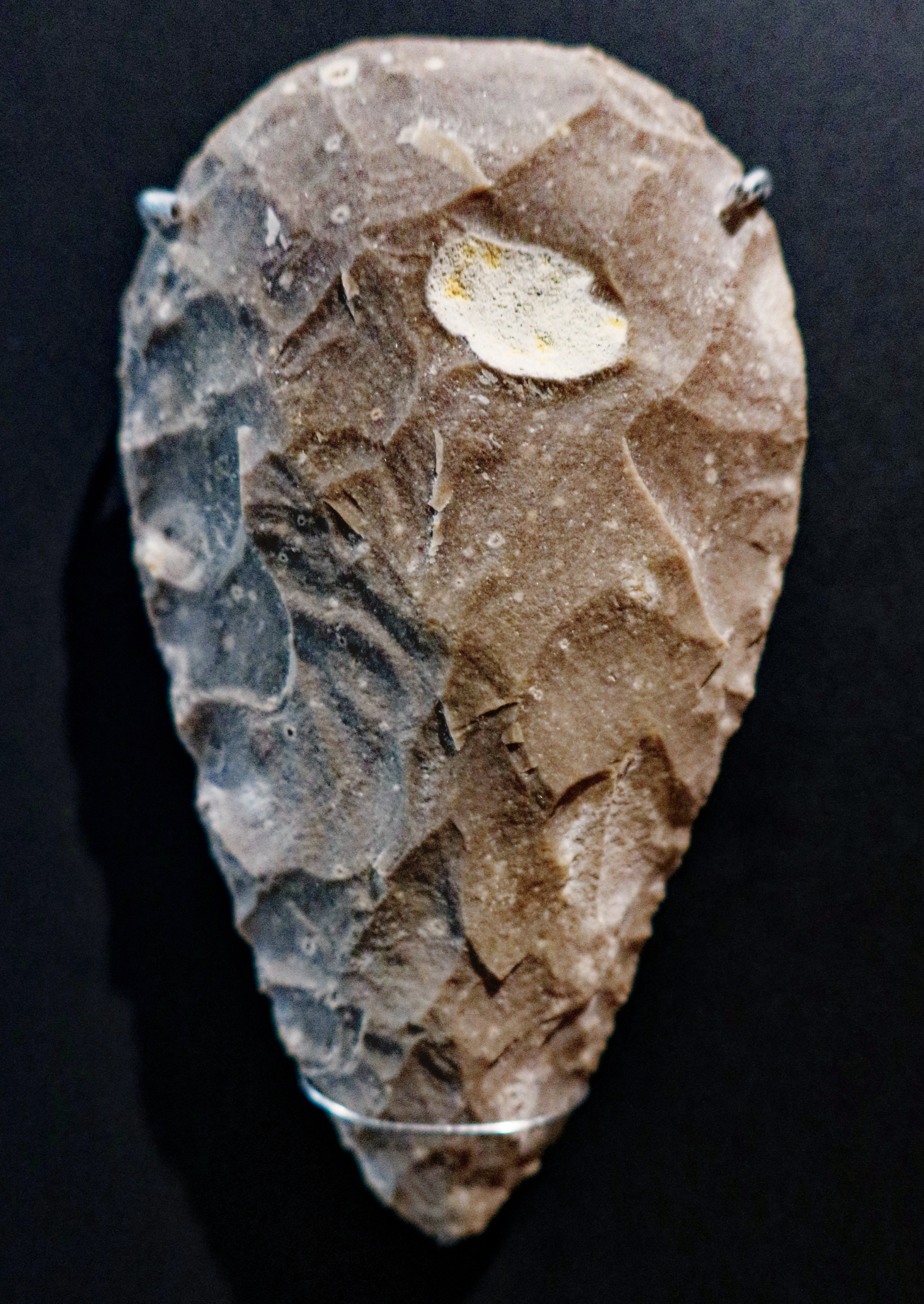
Faustkeil, ca. 80.000 v. Chr.
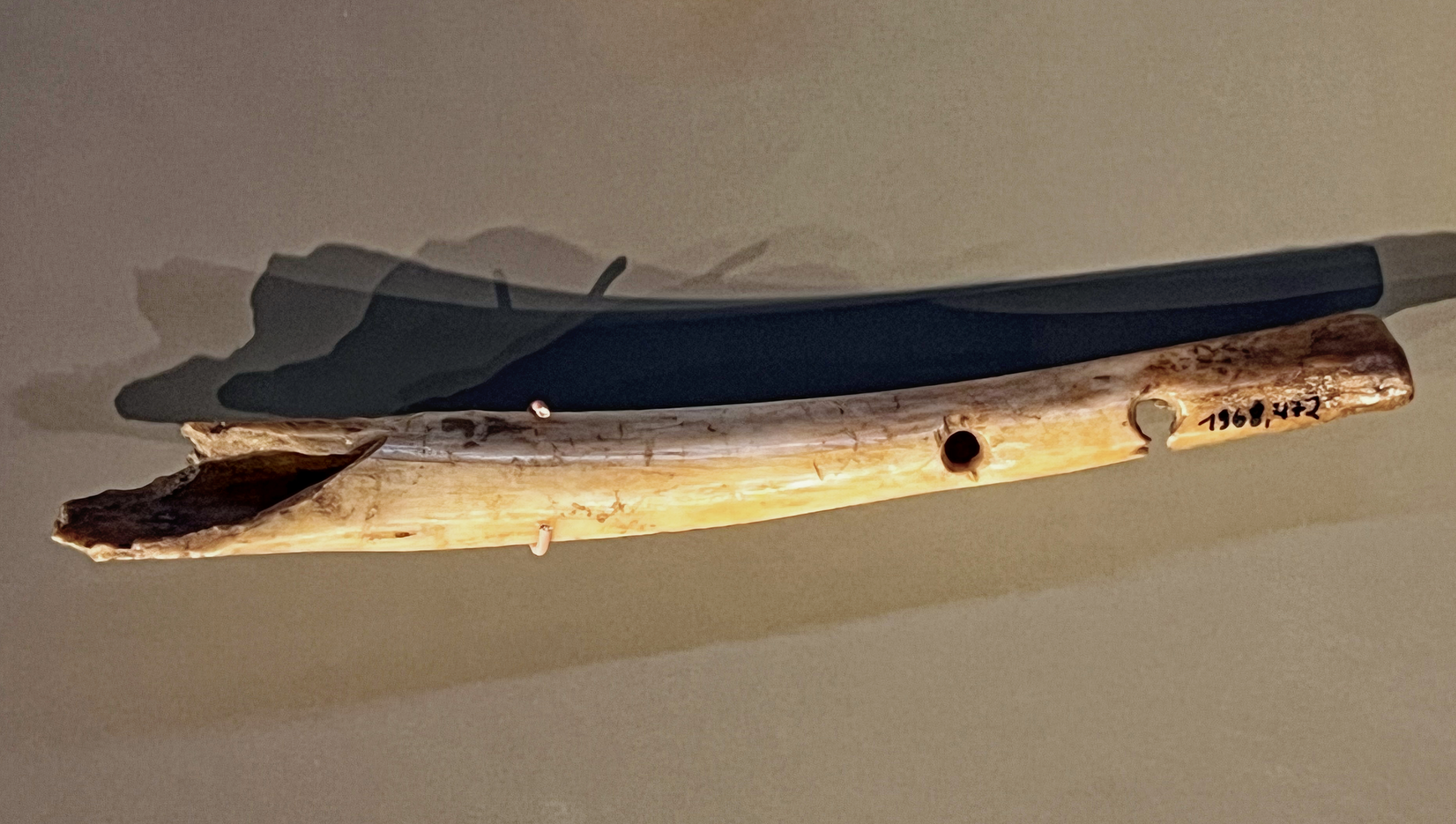
Flöte, ca. 13.000 v. Chr.
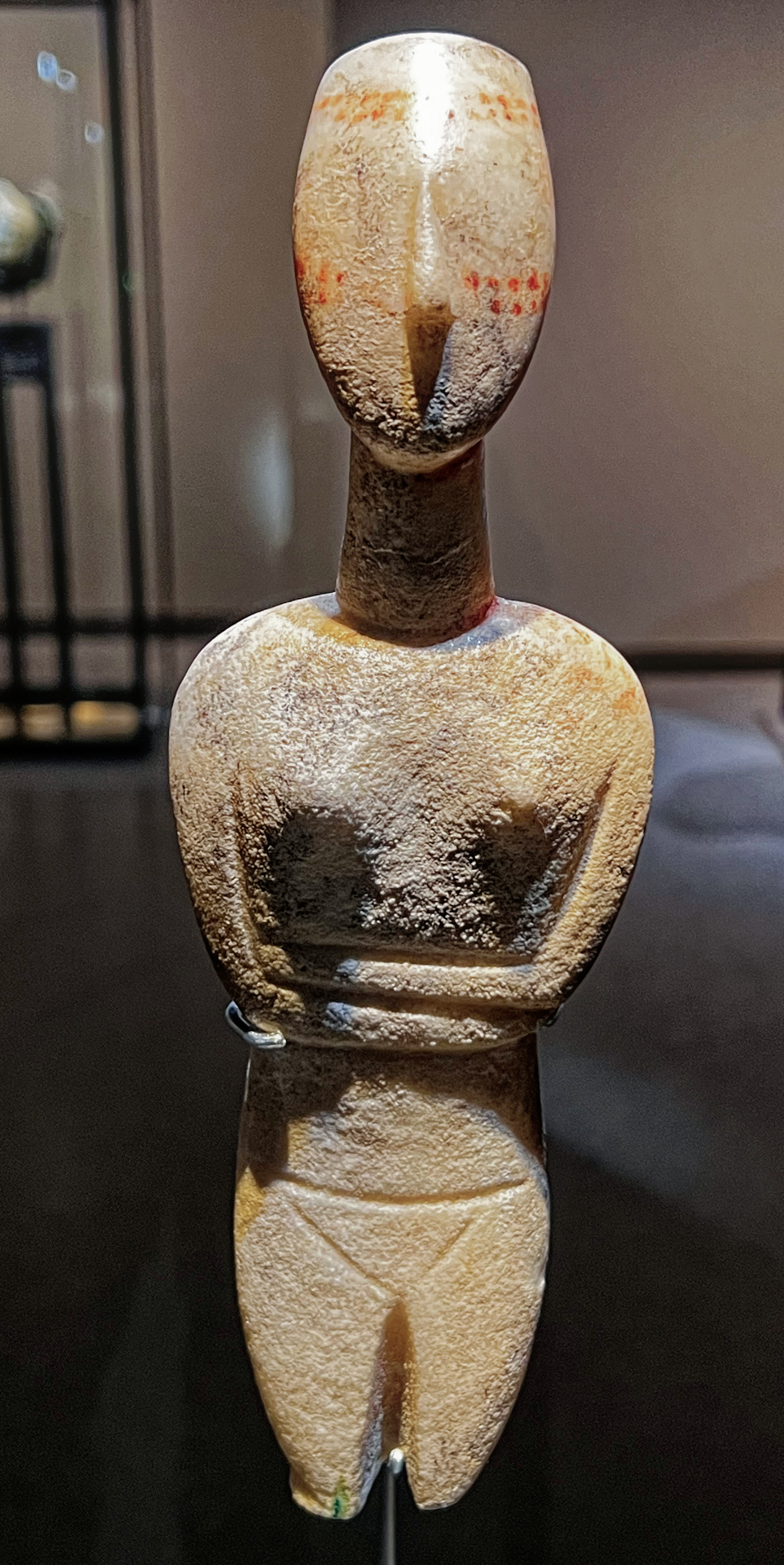
ca. 2.000 v. Chr.
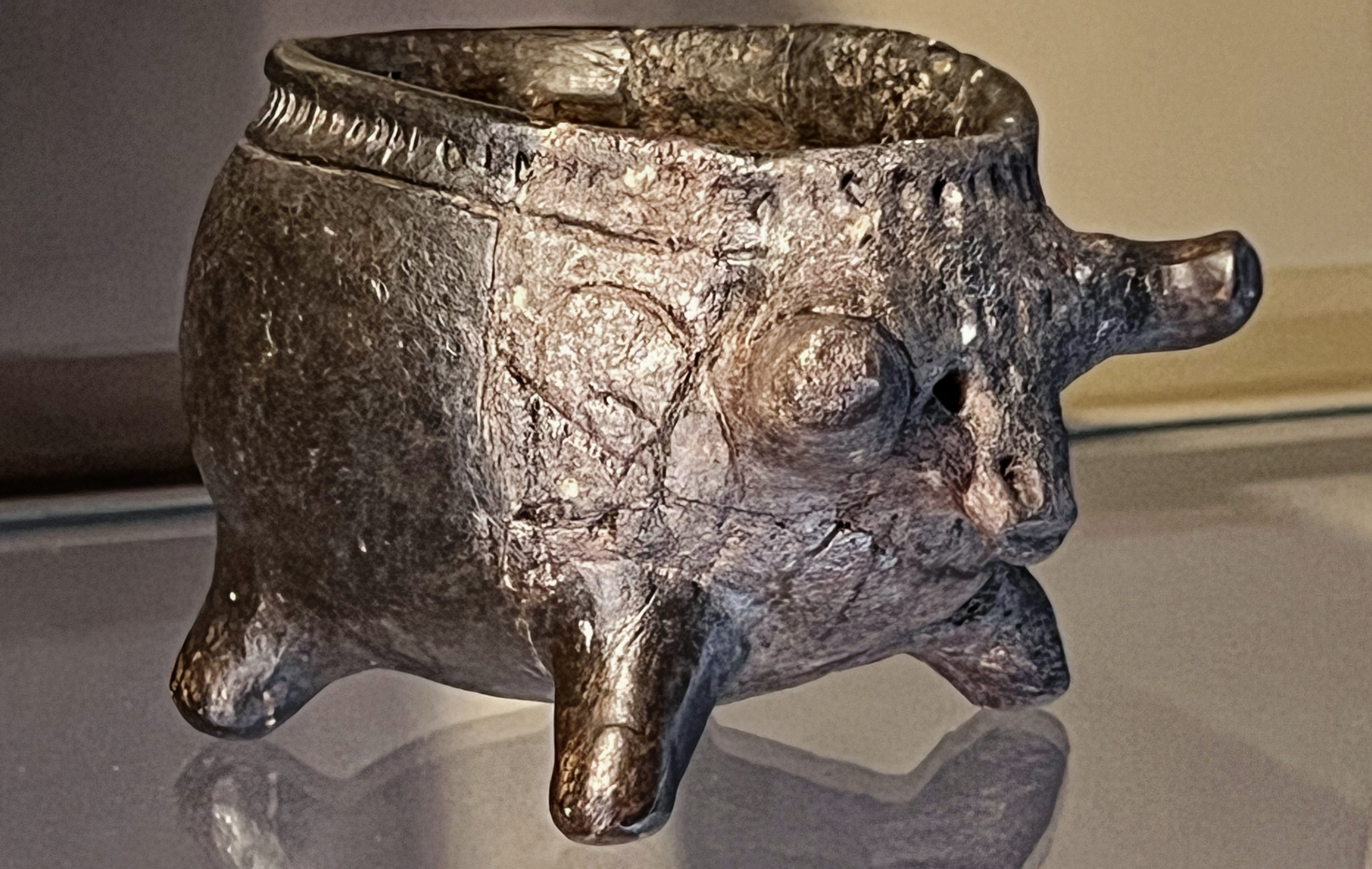
Keramikgefäß, 5.000 v. Chr.

### Mittelmeer und Vorderer Orient
Gegründet wurde dieser Bereich im Jahr 1973 von dem damaligen Direktor Hans-Jörg Kellner als „Abteilung für Vorgeschichte des Mittelmeerraumes und des Vorderen Orients“. Er wollte damit die Beziehungen Bayerns zu Kulturen des mitteleuropäischen und mediterranen Raumes belegen und die überregionalen kulturgeschichtlichen Zusammenhänge aufzeigen. Beispiel dafür ist eine in Keilschrift gemeißelte  Bau-Urkunde aus Mesopotamien. Die ältesten Funde in diesem Bereich wie jungsteinzeitliche Steinwerkzeuge oder Keramikgefäße stammen aus Frankreich, Italien oder Afrika, speziell aus der Sahararegion. Fundorte der Kupfer- und Bronzezeit sind Anatolien, der Levante und Zypern. Bestände römischer Terra Sigillata aus nordafrikanischen Werkstätten werden in Bezug zu Produkten aus nordalpinen Werkstätten gesetzt, um den Handel sowie den Technologie- und Ideentransfer zu veranschaulichen.

Mittelmeer und Vorderer Orient
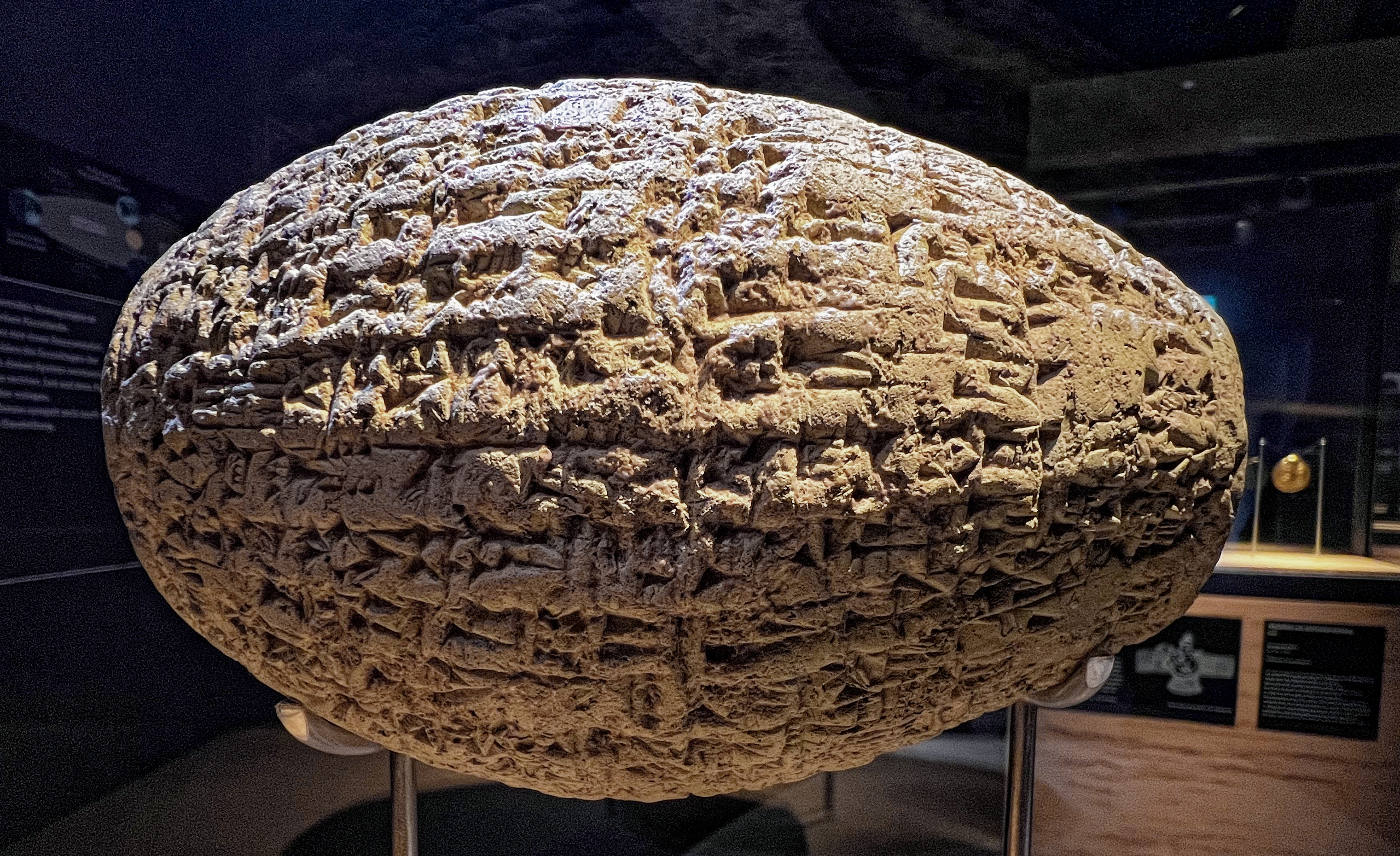
Bau-Urkunde in Keilschrift
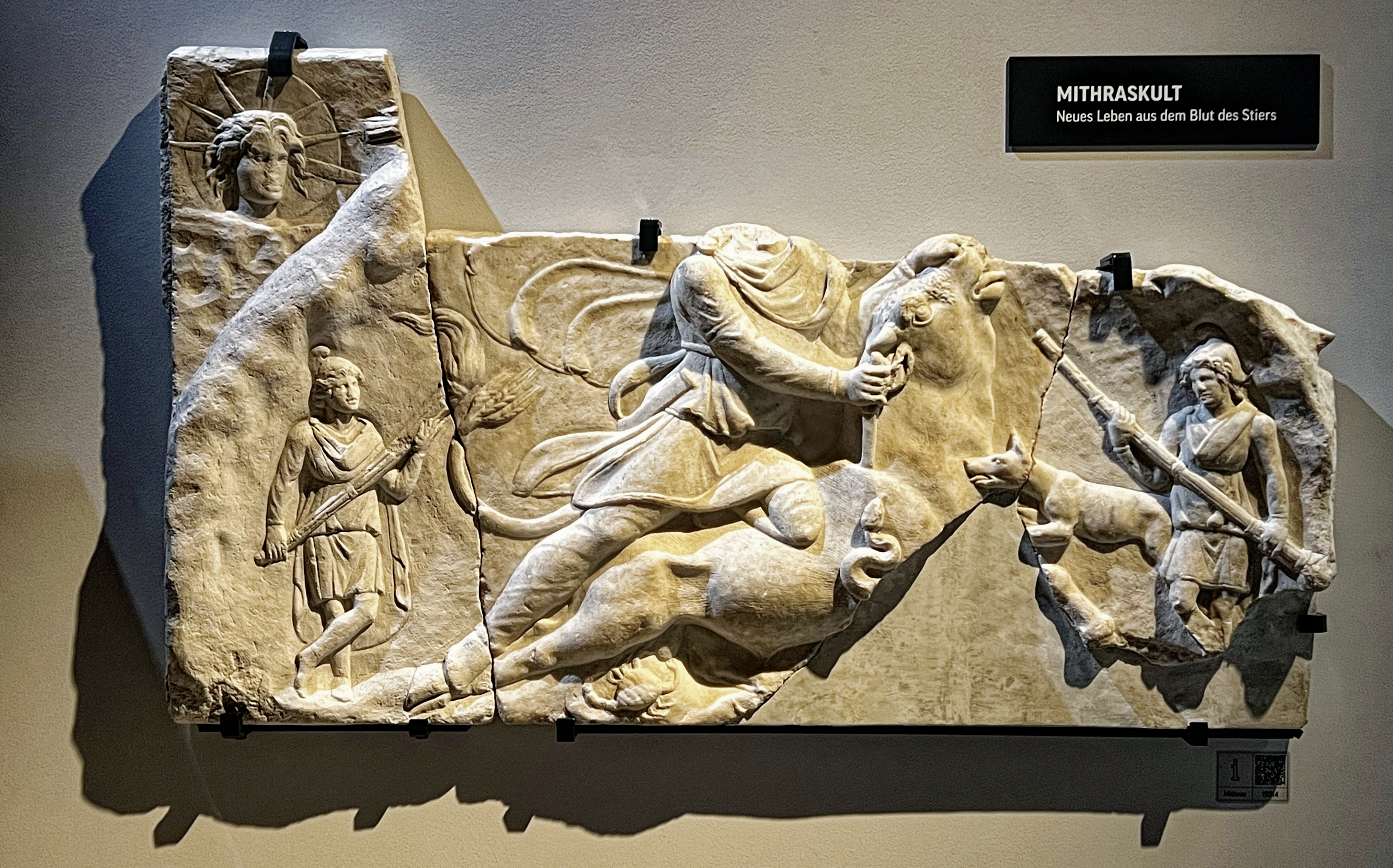
Mithrasrelief aus Marmor
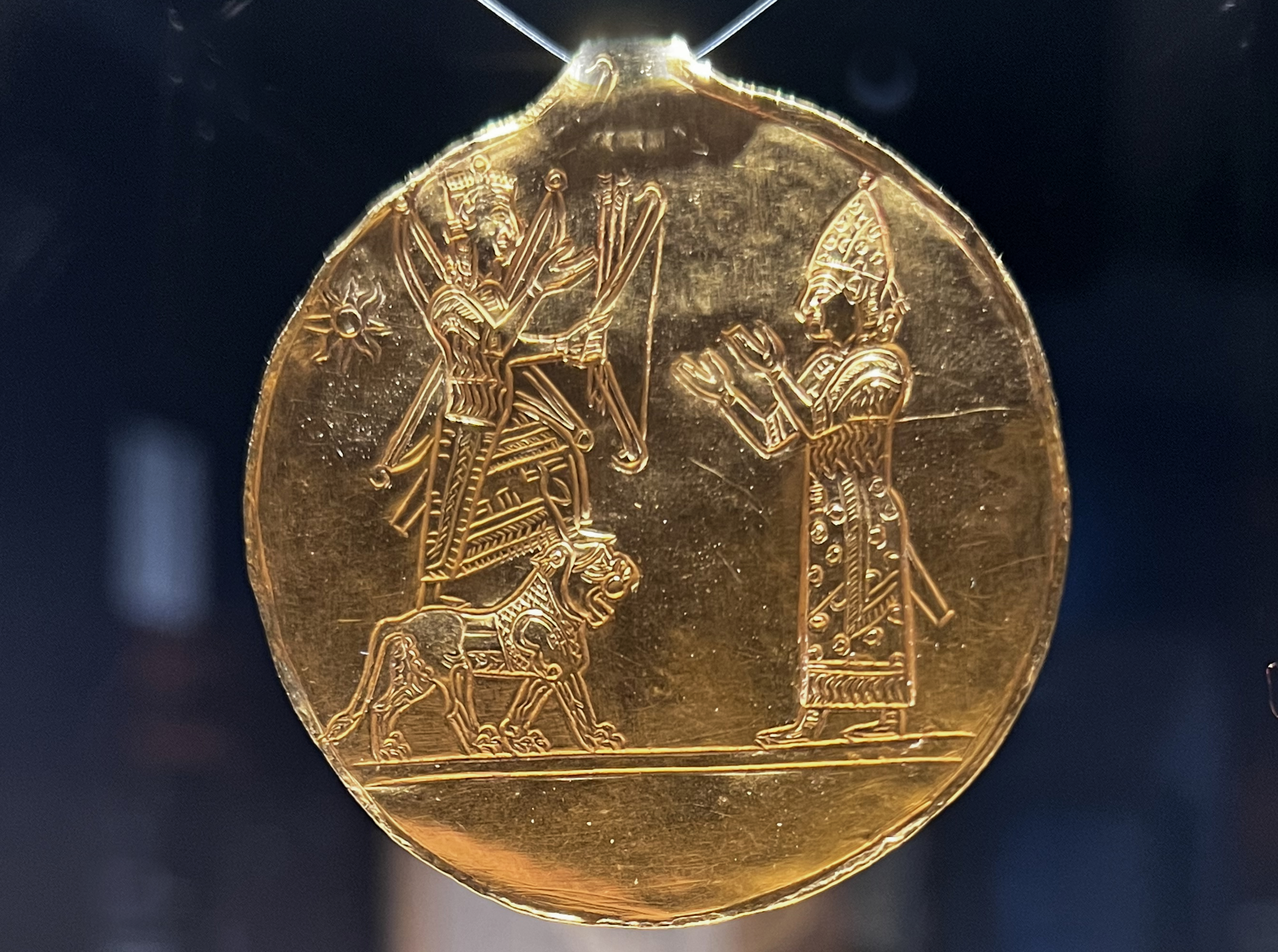
Medaillon mit Gottesdarstellung

### Römerzeit
Die Funde der Archäologischen Staatssammlung aus der Römerzeit stammen überwiegend aus den in Bayern liegenden Teilen der römischen Provinzen Raetien, Noricum, und aus Gegenden des einstigen Obergermanien. Der Zeitrahmen beginnt mit der Eroberung des Alpenraums unter Kaiser Augustus um 15. v. Chr. und reicht über die römische Herrschaft bis ins 5. nachchristliche Jahrhundert, genauer bis zum Zerfall des Weströmischen Reiches.
Die Dauerausstellung rückt das Spannungsverhältnis zwischen Rom und der einheimischen Bevölkerung in den Mittelpunkt. Auf die neu ins Land gebrachten Kulturerrungenschaften und Lebensweisen wie Schriftlichkeit und Münzwesen, Straßen- und Städtebau reagierte die Lokalbevölkerung lange Zeit ablehnend. Dies führte sogar zur Erfindung einer „neokeltischen“ Tracht, mit der die Einheimischen des Alpenvorlandes ihren „kulturellen Widerstand“ gegenüber den Veränderungen der neuen Zeit signalisierten. Nur langsam entwickelte sich aus der Symbiose von mediterranem Einfluss und lokalen Traditionen eine übergreifende Provinzkultur. Ein Teil der Gesellschaft des 2. und 3. Jahrhunderts lässt ist in der Ausstellung in Bildwerken, Grabsteinen und Götterweihungen dokumentiert, wovon die Auswahl den Bogen vom ritterlichen Truppenkommandeur über den Bürger in Toga bis zum Tischsklaven spannt.
In den wenigen Stadtgründungen wird römische Lebensart am stärksten fassbar. Die Hauptstadt der Provinz Raetien, Augusta Vindelicum, erhielt unter Kaiser Hadrian 121/122 n. Chr. römisches Stadtrecht. Die führenden Familien verfügten über prachtvolle Landsitze in der näheren und weiteren Umgebung. Dazu gehört die mit einem kunstvollen Speisesaal-Mosaik ausgestattete Villa von Westerhofen bei Ingolstadt.
179 n. Chr. bezog die erst wenige Jahre zuvor aufgestellte Legio III Italica ihr Lager in Regensburg. Die Stationierung der Legion brachte eine verwaltungspolitische Aufwertung der Provinz mit sich und setzte massive wirtschaftliche Impulse. Die umgebende zivile Siedlung trug bald ebenfalls stadtartigen Charakter und stieg zur zweiten Metropole im heute bayerischen Alpenvorland auf. Die massive Befestigung des Legionslagers diente nach dem Ende des Weströmischen Reiches 476 n. Chr. als Herzogssitz des seit dem mittleren 6. Jahrhundert bezeugten Stammes der Baiuvaren.

Archäologische Funde aus der Römerzeit
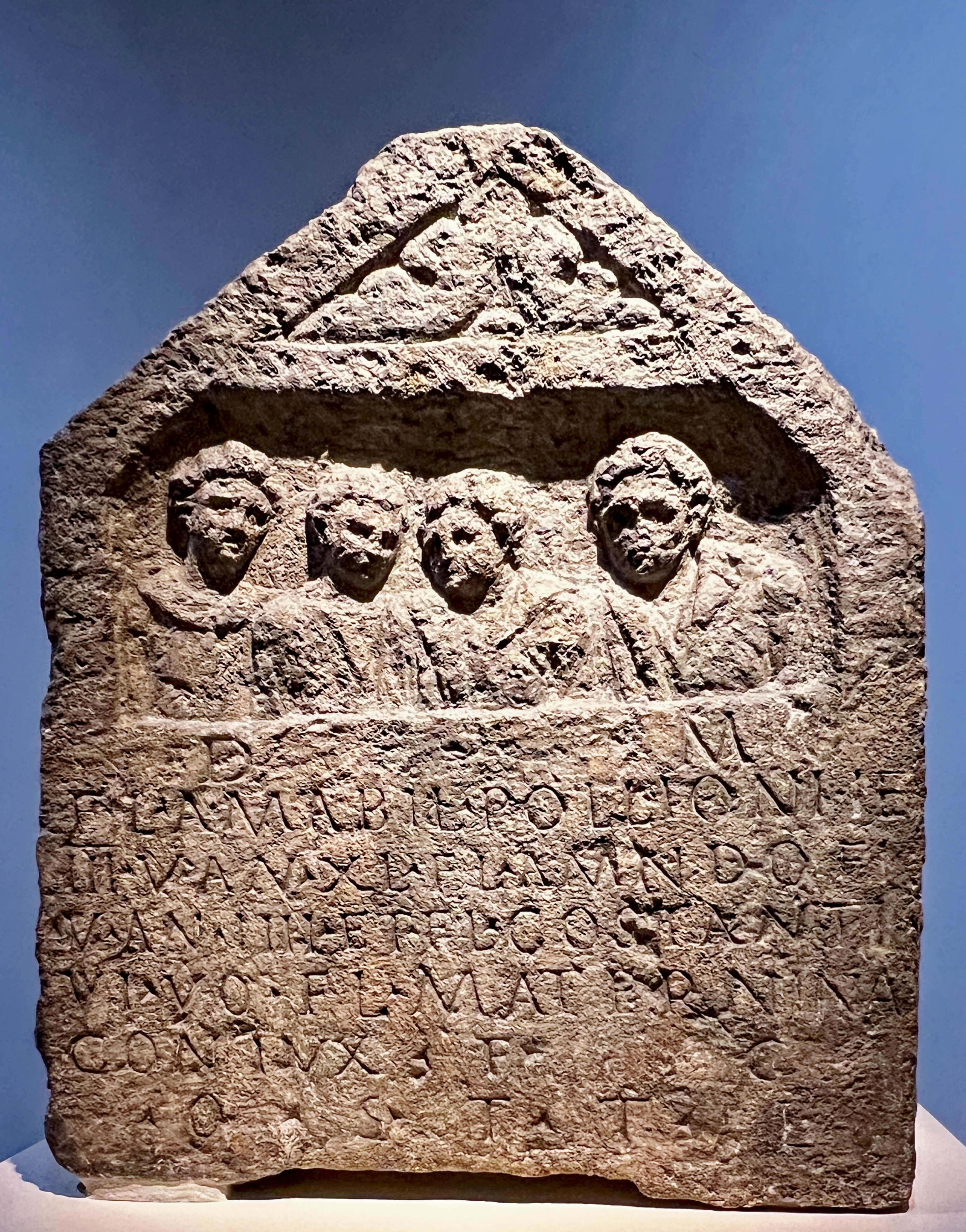
Grabstein aus Regensburg
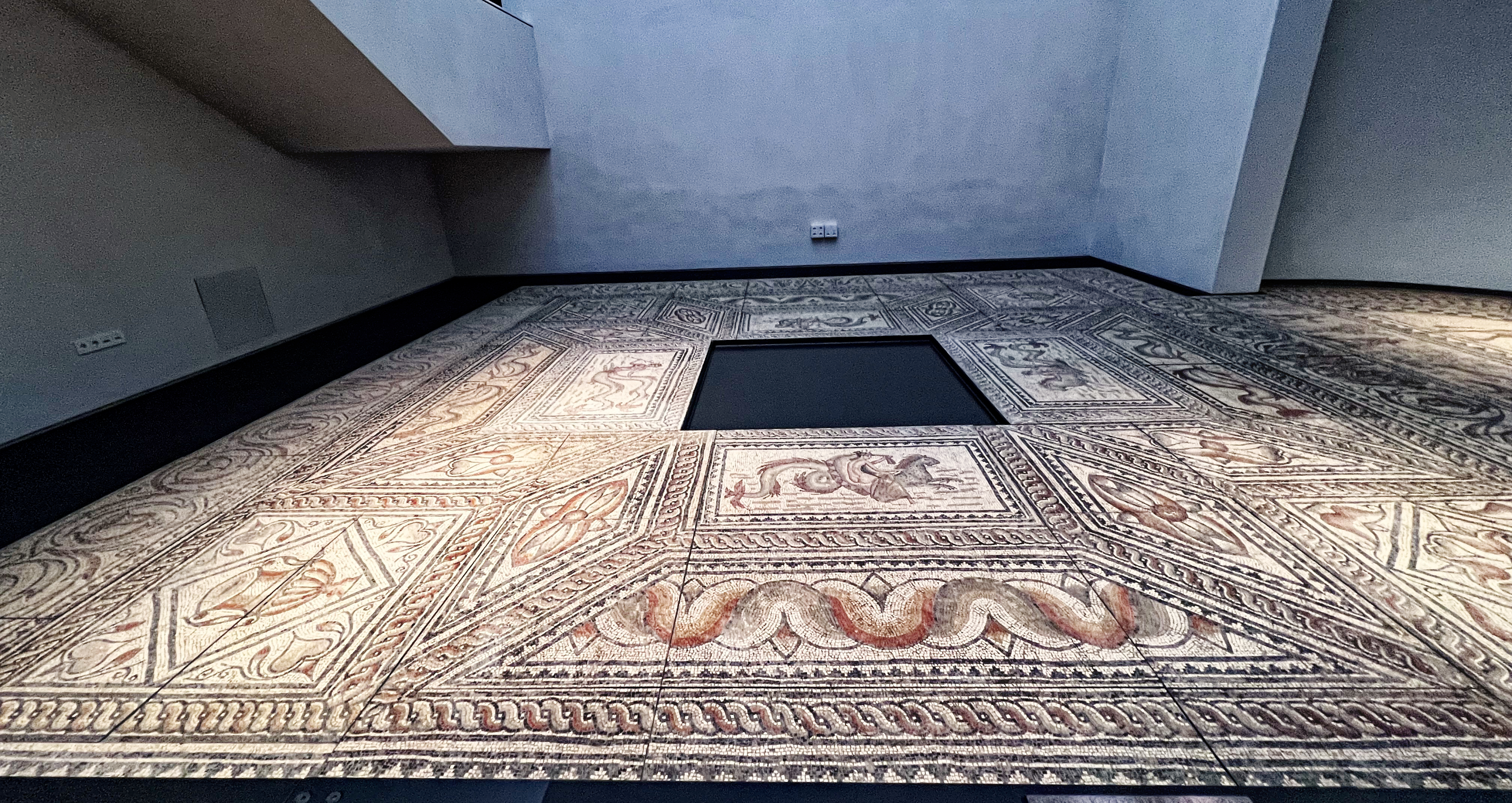
Mosaikboden aus einer römischen Villa
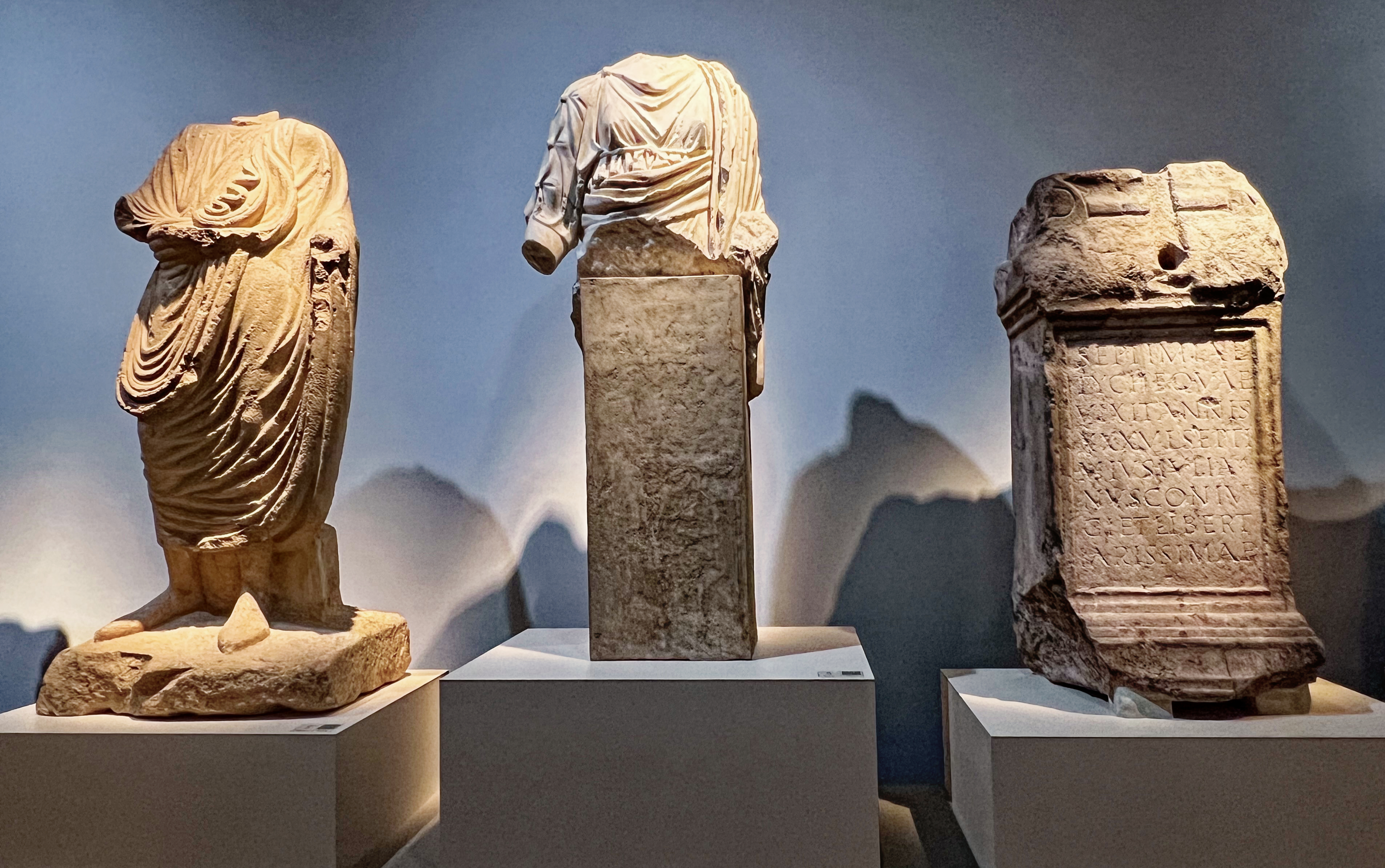
Grabskulpturen und Grabaltar

### Mittelalter und Neuzeit
Die Abteilung Mittelalter und Neuzeit an der Archäologischen Staatssammlung ist auf den Zeitabschnitt vom späten 5. Jahrhundert n. Chr. bis in die jüngste Vergangenheit ausgerichtet. Ein Schwerpunkt liegt auf den frühmittelalterlichen Grabfunden des 5.–7. Jahrhunderts n. Chr. In dieser Zeit formierten sich auf dem Gebiet des heutigen Bayern v. a. die Volksstämme der Alamannen, Franken und Baiuvaren. Die in der Staatssammlung vorhandenen Beigaben aus über 15.000 Grabinventaren von Männern, Frauen und Kindern – Schmuck, Waffen und Alltagsgerät – ermöglichen eine Rekonstruktion der damaligen Lebenswelten, die durch gleichzeitige Schriftquellen nur rudimentär erfasst werden können. Die Kollektion zählt zu den umfangreichsten in Europa. Ein herausragendes Beispiel ist der Grabfund von Wittislingen, der das Inventar eines Frauengrabs enthält. Aktuelle Forschungsprojekte der Staatssammlung beschäftigen sich mit den sozialgeschichtlichen Auswirkungen der Justinianischen Pest auf die frühmittelalterliche Bevölkerung und mit Funden aus Ausgrabungen auf der Herreninsel im Chiemsee und der Insel Wörth im Staffelsee. Zugeordnet ist diesem Bereich das Projekt und die Forschung zur „Archäologie München“. Projekte und Forschung

Mittelalter und Neuzeit
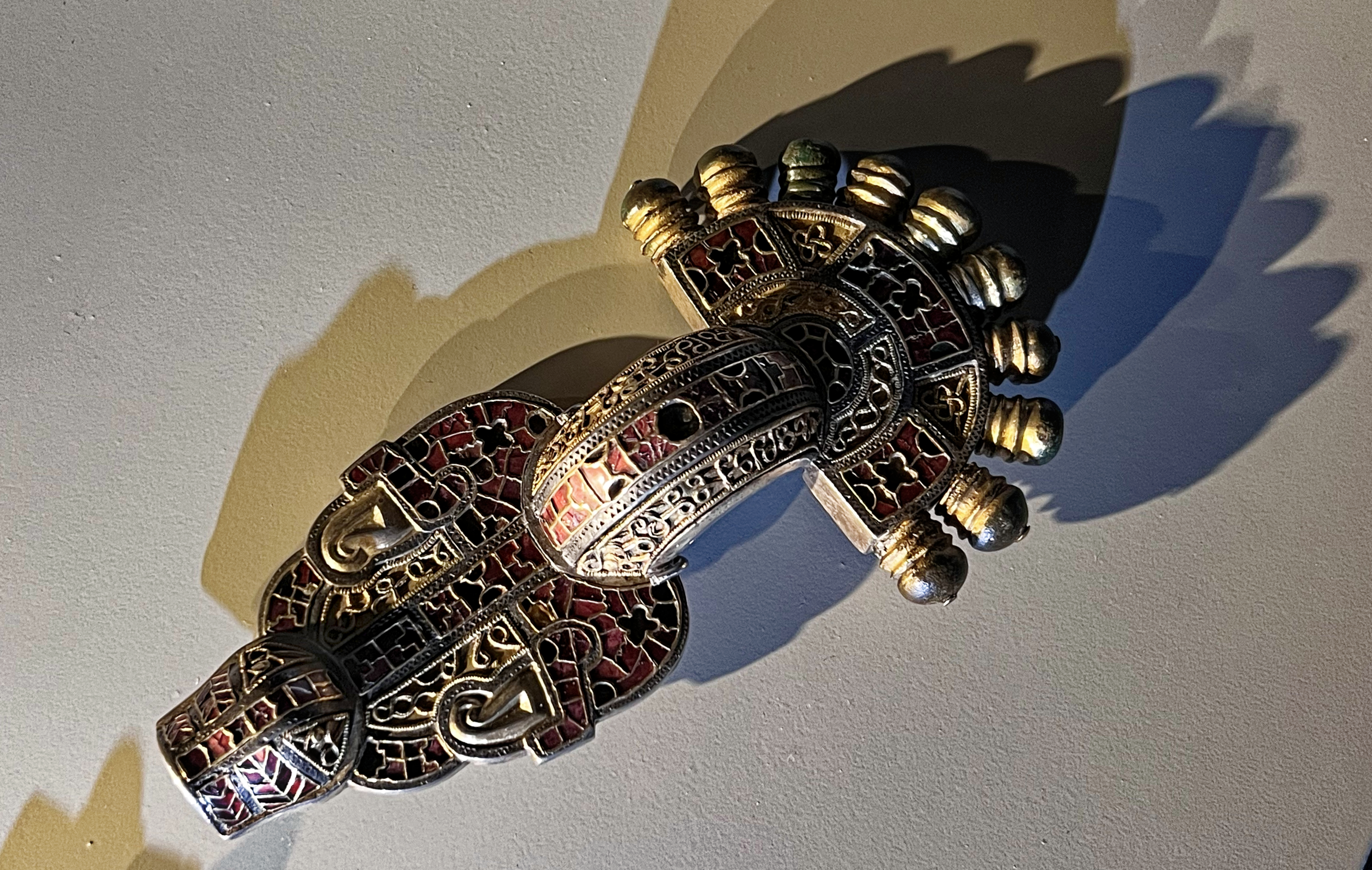
Fibel von Wittislingen
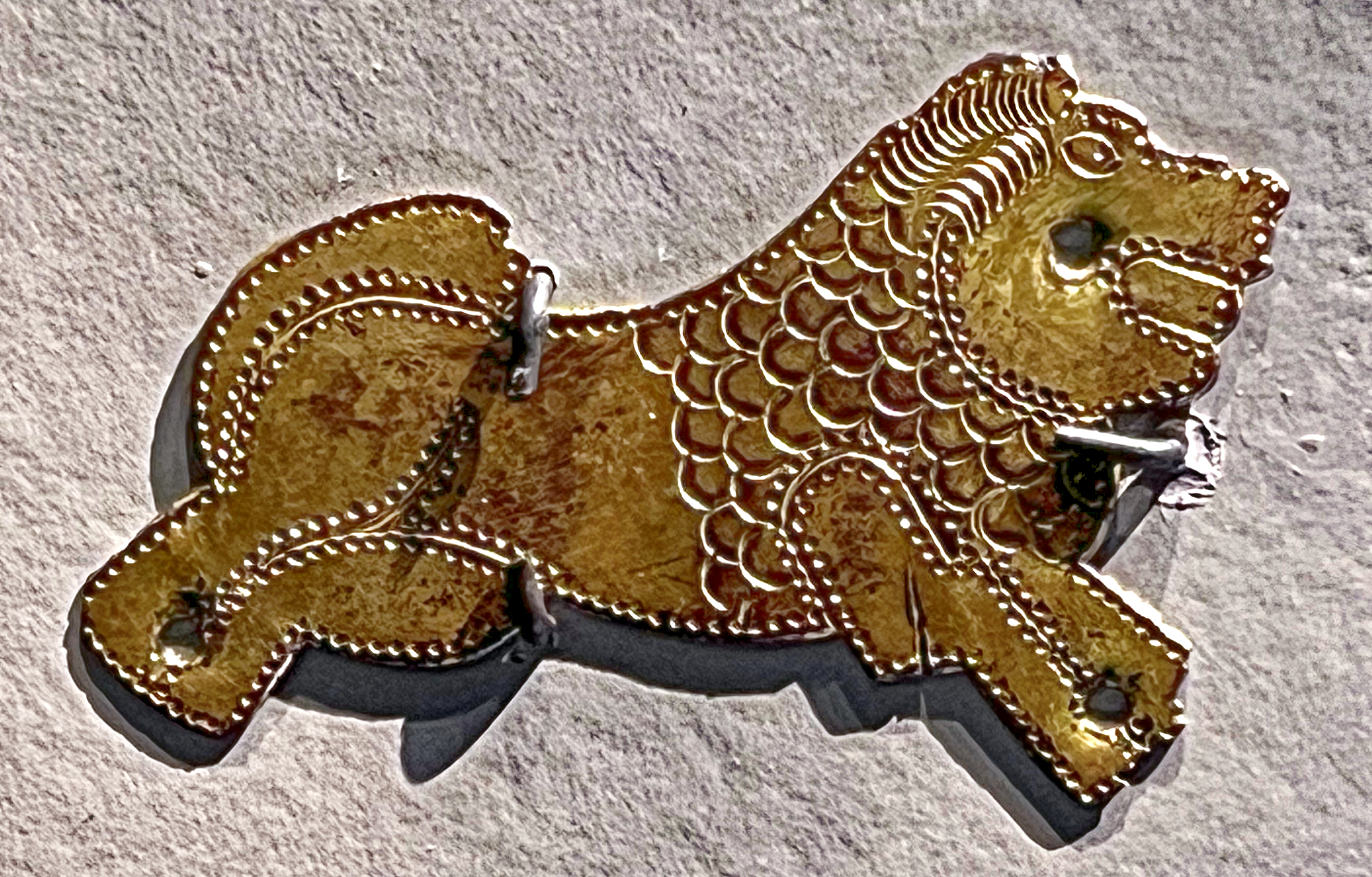
Löwe von Ischl
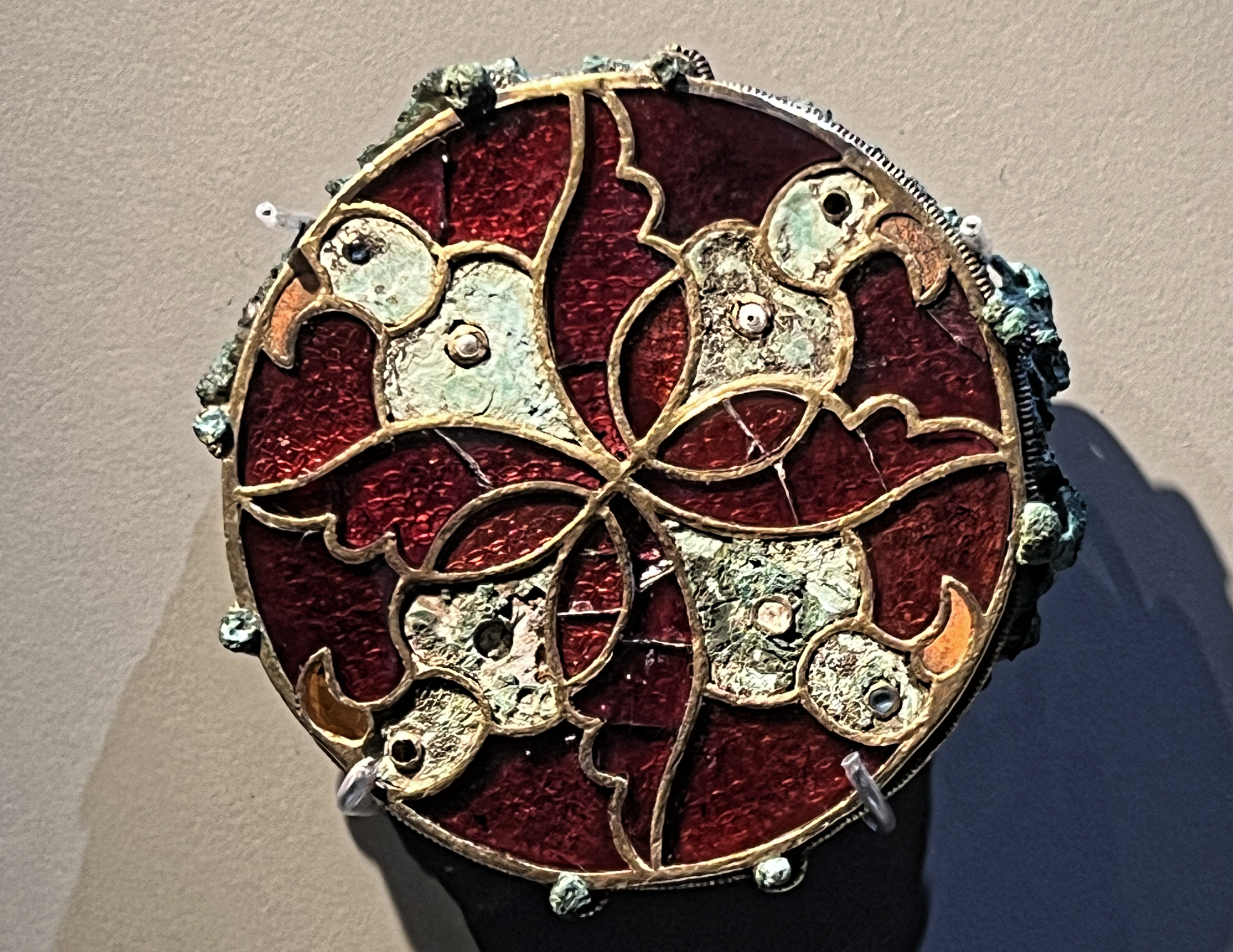
Scheibenfibel von Unterhaching
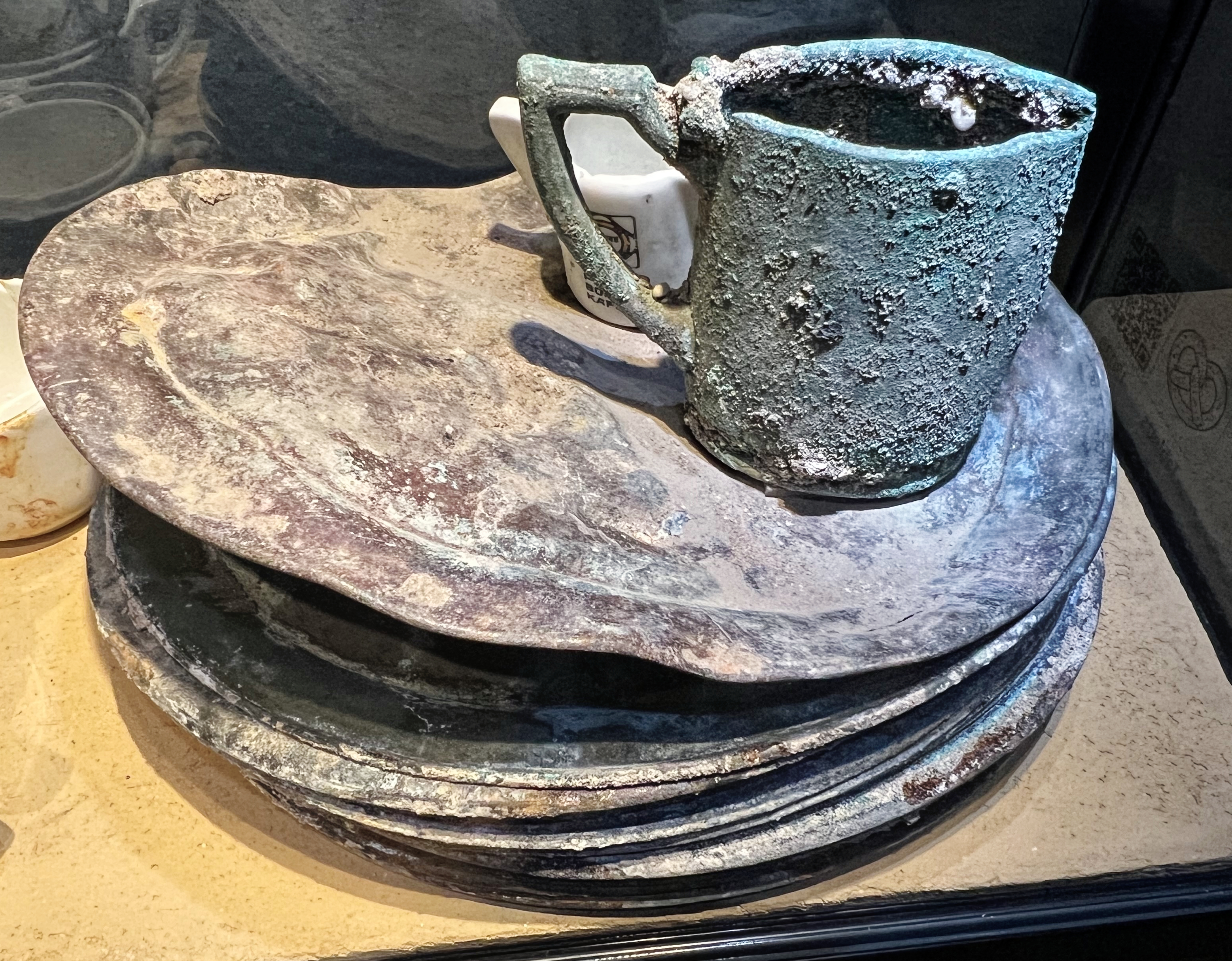
Geschirr aus München

### Numismatik
Der Fachbereich Numismatik sammelt Münzen und erforscht die Geschichte der Geldentwicklung. Münzen besitzen einen hohen Stellenwert als archäologische Primärquelle. Mit ihren bildlichen Darstellungen, Herrscherporträts und Prägeangaben liefern sie wichtige Informationen für eine chronologische und stilistische Analyse. Die Numismatik ist daher auch eng mit anderen Fachbereichen der Archäologischen Staatssammlung wie der Alten Geschichte, Kunstgeschichte oder der Wirtschaft- und Sozialgeschichte verzahnt. Der Zeithorizont der Numismatik und der Münzsammlung in der Staatssammlung reicht von den ersten Münzen der griechischen und römische Antike bis in das Früh- und Hochmittelalter hinein. Auch geographisch blicken die Numismatiker über die Kulturen des Mittelmeerraums und Europas hinaus, bis zu den Reichen der Parther und der Skythen.
Einer der Schwerpunkte sind die Münzen der Kelten, darunter die sogenannten Regenbogenschüsselchen. Mit dem Ausbau der römischen Vormachtstellung gelangten aber auch verstärkt römische Münzen in die Region des heutigen Bayern. Als römische Provinzen erhielten die Regionen Bayerns auch das Recht zur Münzprägung nach römischem Vorbild.  Die Angaben auf den Münzen (Kaisernamen, Herrschaftsdaten) erlauben eine Datierung, über die sich auch die archäologischen Zusammenhänge der Münzen zeitlich näher bestimmen lassen. Großen Wert legen die Numismatik-Experten der Staatssammlung auf das sachgerechte Bergen und Dokumentieren der Funde. Aber auch die Werkzeuge, vom Schmelzofen über Schmiedewerkzeuge, Münzstempel, Patrizen und Punzen  sind als archäologische Funde erhalten, damit einher geht die Erforschung der Arbeitsabläufe in frühen Münzwerkstätten. Mithilfe naturwissenschaftlicher Methoden lassen sich Materialuntersuchungen durchführen, die wertvolle Hinweise über die verwendeten Rohstoffe liefern und darüber auch Rückschlüsse über deren Verteilung und die damit verbundenen Handelsnetzwerke erlauben.

Münzen und Medaillen
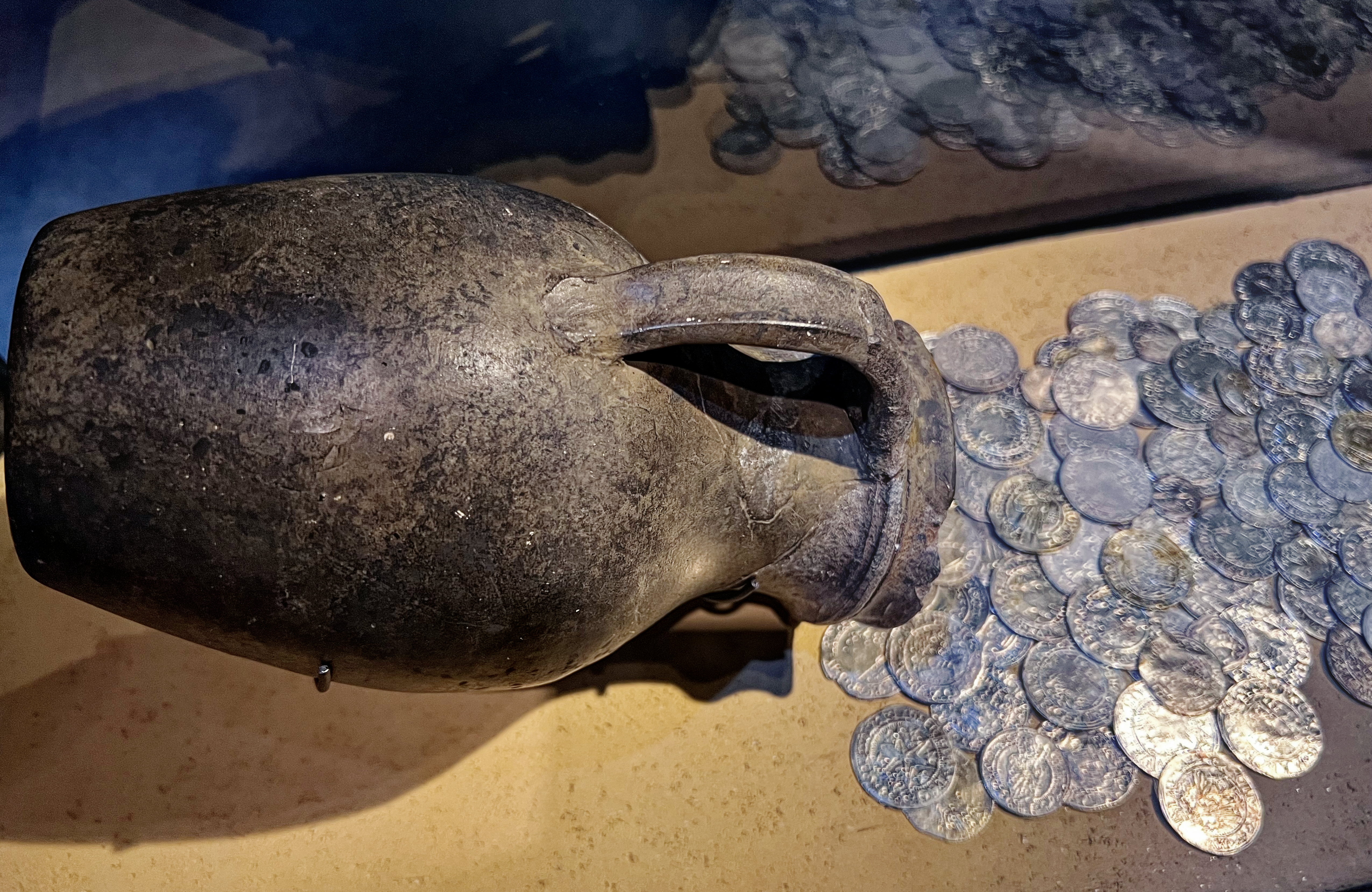
Münzfund aus Füssing
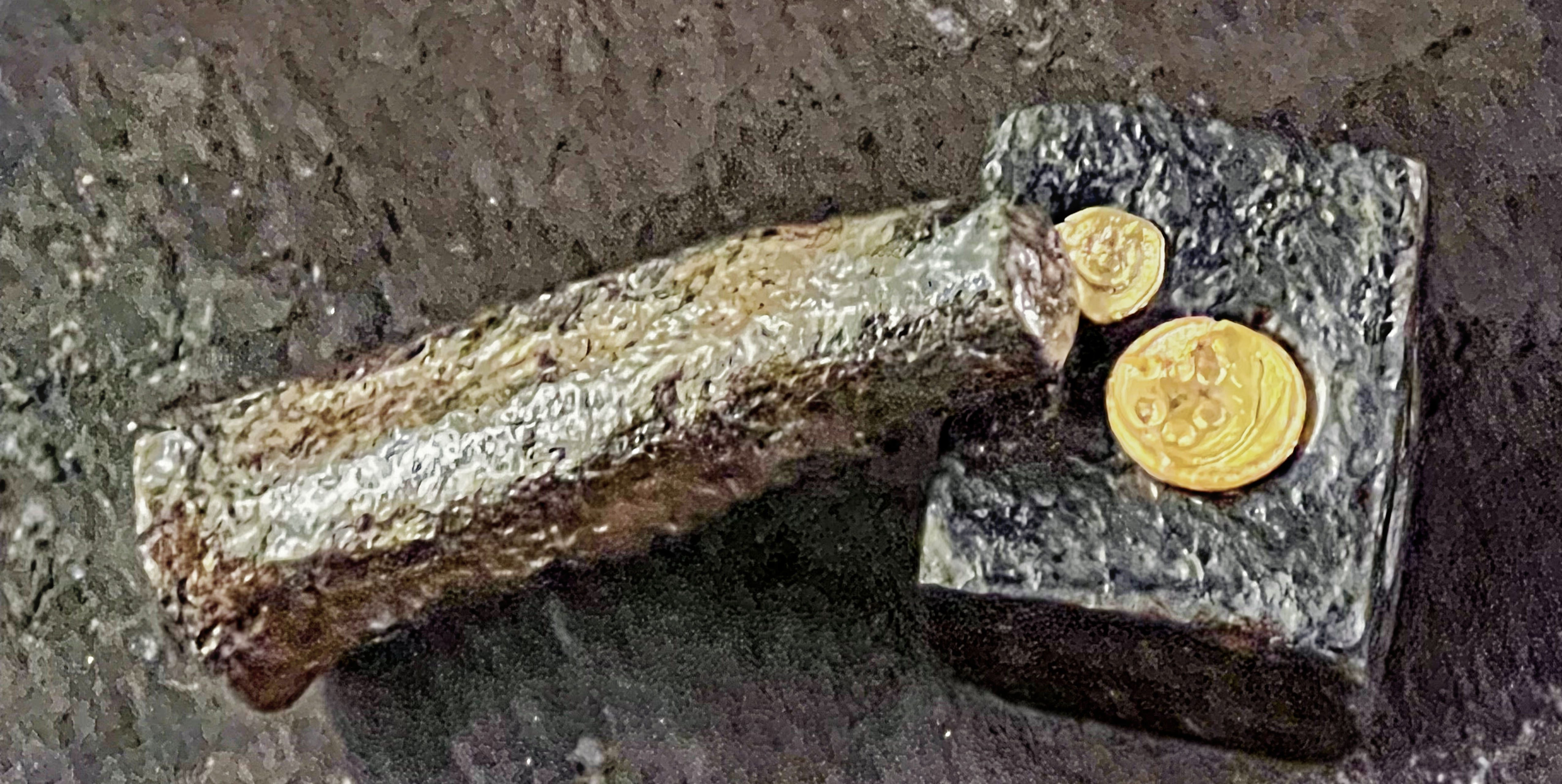
Münzprägestempel
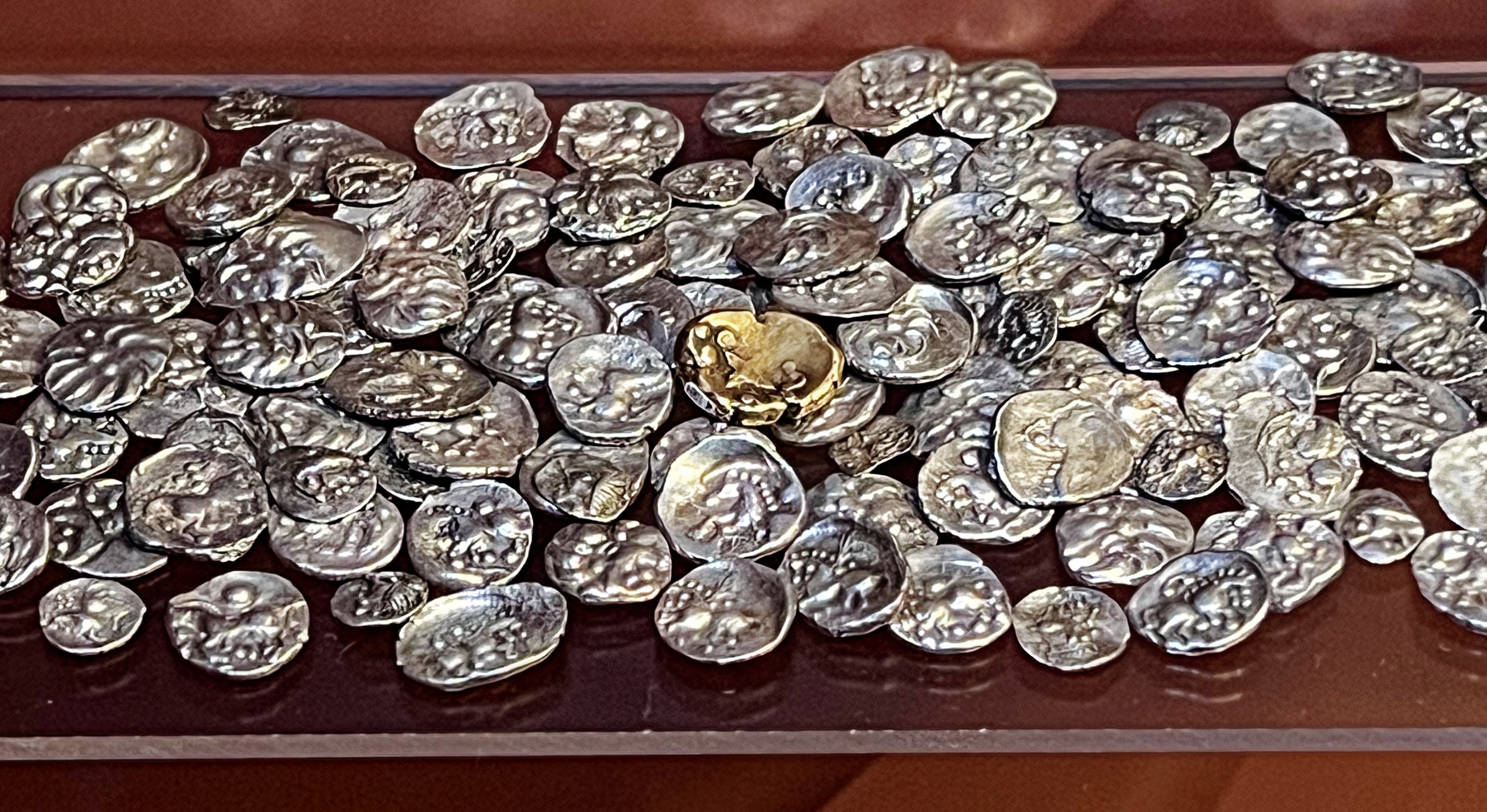
Keltenmünzen

### Restaurierungswerkstätten
Das Museum unterhält einen eigenen Arbeitsbereich für die archäologische Restaurierung, um Funde vor dem weiteren Verfall zu retten und für eine wissenschaftliche Bearbeitung oder die Präsentation im Museum öffentlich zugänglich zu machen. Die Werkstatt führt darüber hinaus Echtheitsprüfungen an Objekten und Exponaten durch. Einen weiteren Arbeitsschwerpunkt bildet die Grundlagenforschung zu Eigenschaften antiker Werkstoffe und heutiger Arbeitsmaterialien und Konservierungsmittel.

## Dauerausstellung
Die Dauerausstellung der Archäologischen Staatssammlung erzählt auf zwei Etagen bayerische Vor- und Frühgeschichte. Sie bietet einen umfassenden und zugleich abwechslungsvollen Einblick in die archäologische Kulturgeschichte der Menschheit. Geprägt ist die Dauerausstellung von zahlreichen Funden aus hunderttausend Jahren bayerischen Geschichte, die allerdings nicht wie früher üblich chronologisch, sondern thematisch präsentiert werden, verteilt auf zwei Rundgänge mit insgesamt neun Themenschwerpunkten: Grundlagen des Lebens, Wert von Dingen, Herrschaft, Frage nach der eigenen Identität, Glaube, Religion, Tod.
Der erste Rundgang steht unter dem Motto „Abenteuer Archäologie“. Sammlungsleiter Rupert Gebhard sagt dazu in dem zur Wiedereröffnung herausgegebenen Katalog: „Konservierte oder wieder hergestellte Grabungssituationen vermitteln als Fenster in die Vergangenheit einen faszinierenden Eindruck von Archäologie und stellen zugleich die Arbeitsweise der Archäologie und ihrer Nachbarwissenschaften vor. Die Gestaltung nimmt den Spannungsbogen auf und deckt von Raum zu Raum mehr archäologisches Gelände auf.“ Dieser erste Teil der Dauerausstellung macht deutlich, wie die in Ausgrabungen wiederentdeckten von Menschen geschaffenen Dinge und Spuren das Leben dieser Menschen von früher lebendig werden lässt. Das geht vom Faustkeil, der mehr als 100.000 Jahre alt ist, über „Die Rote von Mauern“, eine menschengestaltige Kalksteinstatuette um 25 000 Jahre v. Chr. bis hin zu einer Reitermaske aus der römischen Kaiserzeit.

1. Rundgang Dauerausstellung
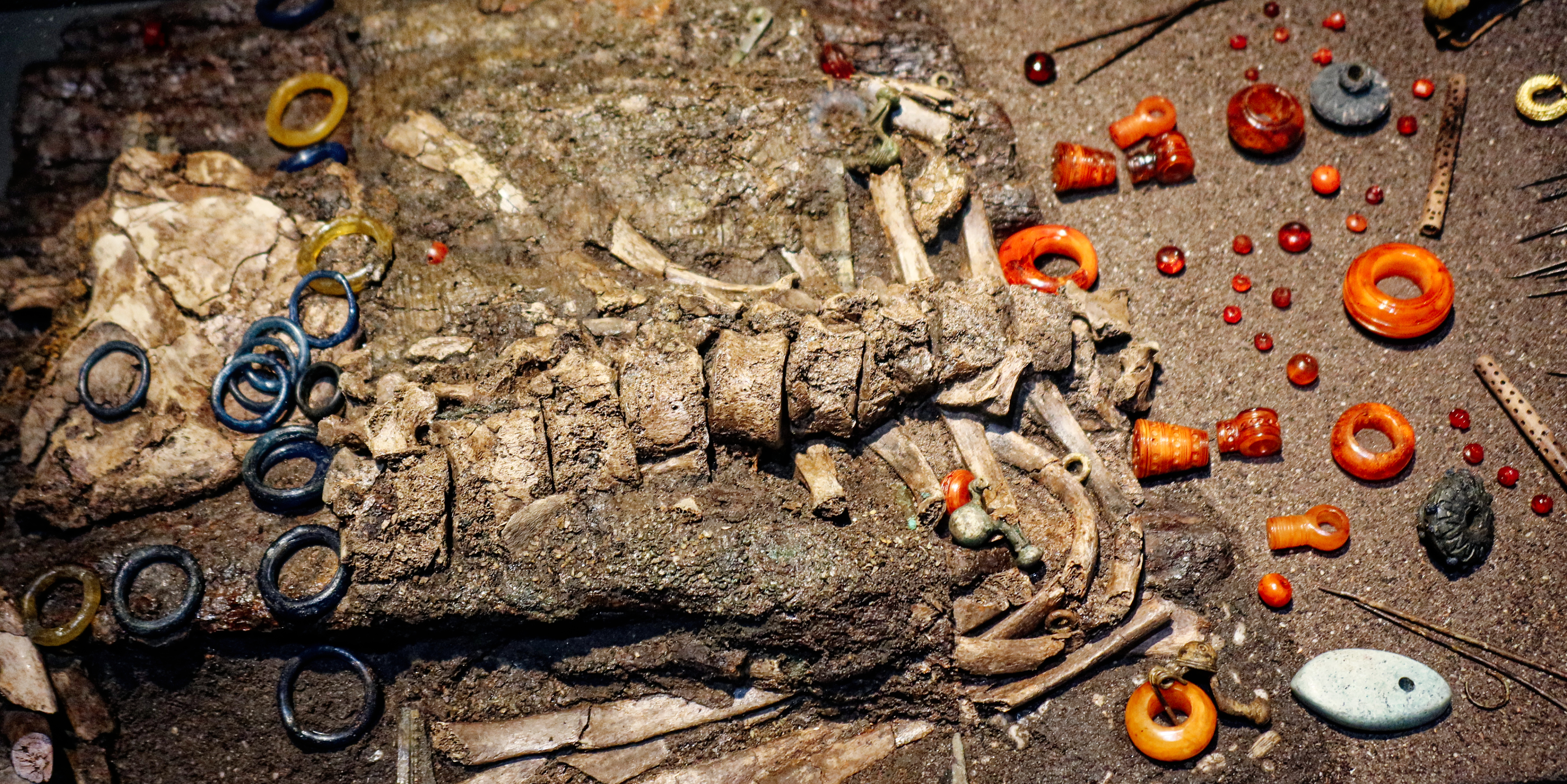
Grabungssituation
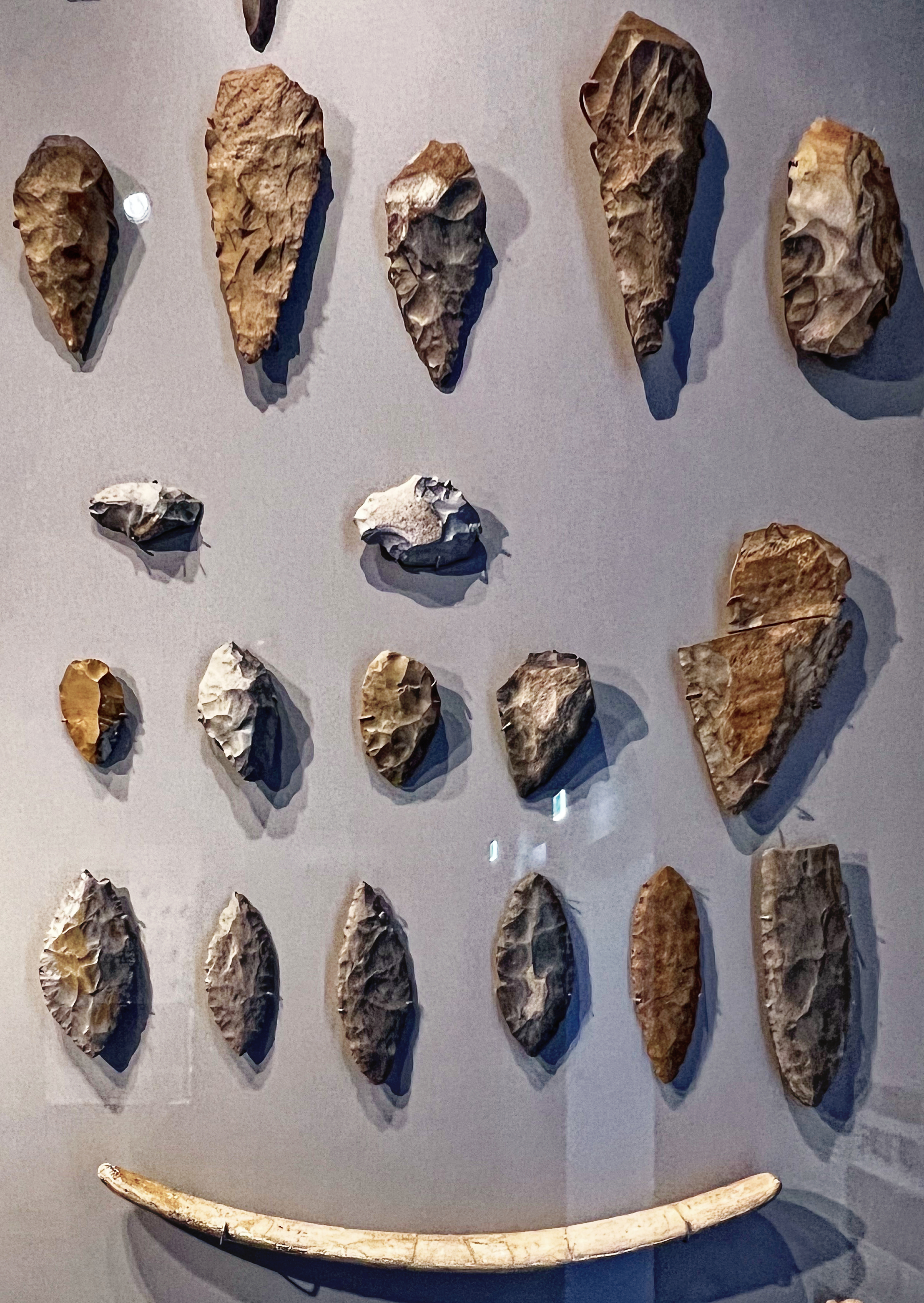
Steinzeitliche Faustkeile
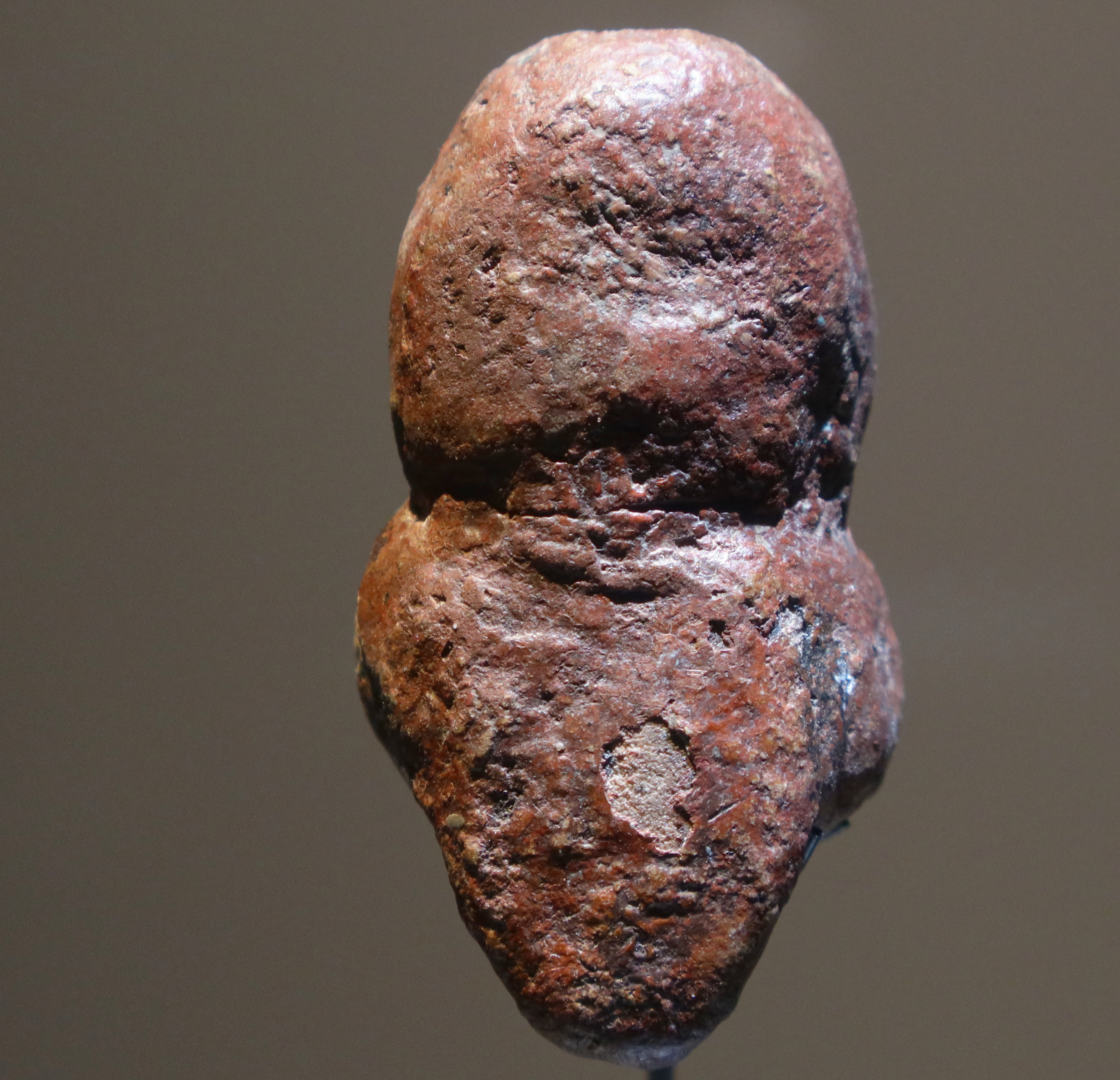
„Die Rote von Mauern“
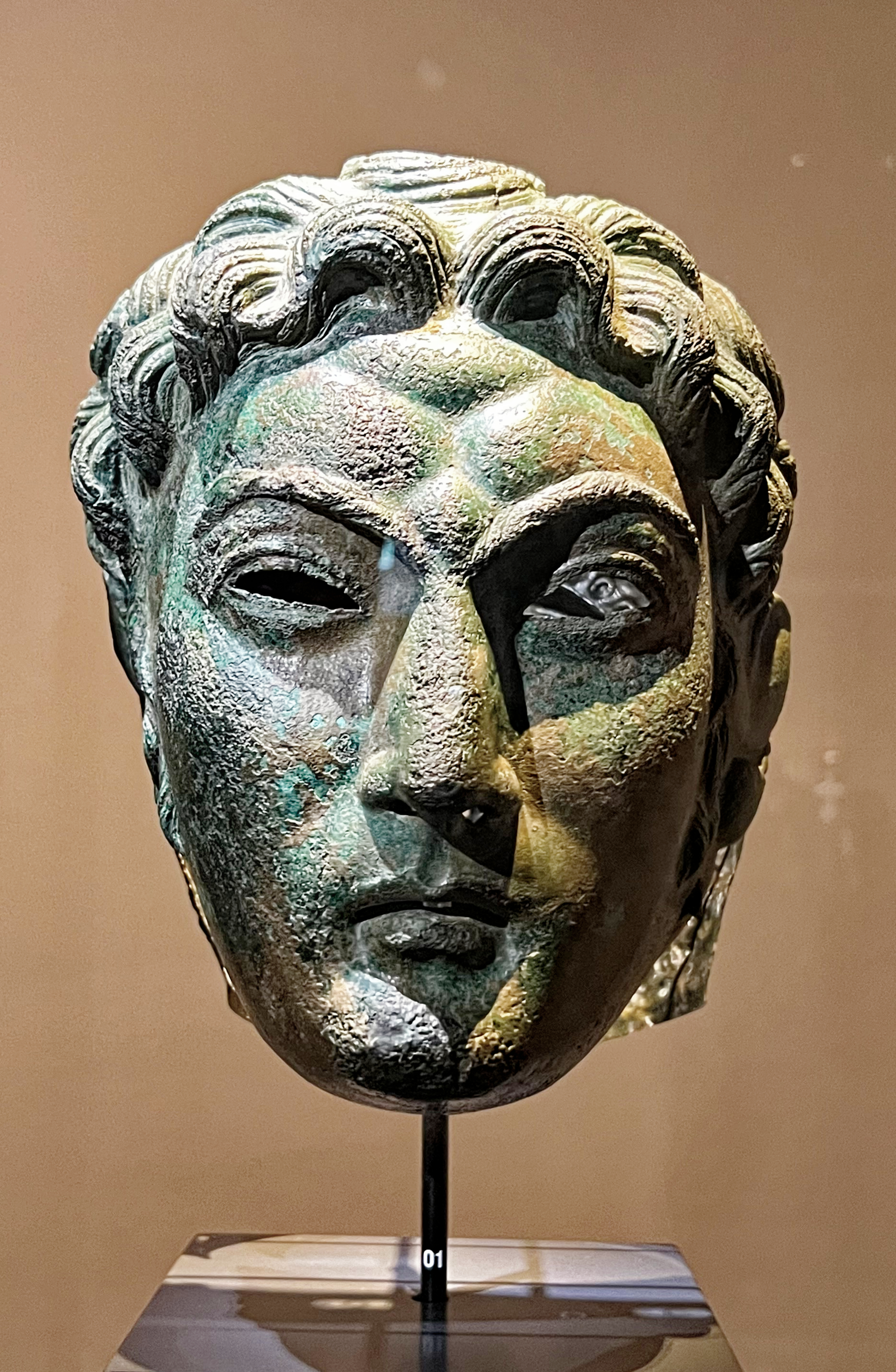
Reitermaske

Der zweite Rundgang gibt Einblick in den Reichtum der archäologischen Funde der Staatssammlung und ist zugleich ein Gang durch Geschichte und Lebensweisen der Menschen in Bayern von der Steinzeit bis in die Neuzeit, von den Nomaden der Steinzeit bis hin zu den ersten Stadtbewohnern. Der Rundgang berichtet von Kelten, Römern, Franken, Alamannen und Bajuvaren. Neben den Objekten sind in Leuchtpaneelen auf Film gezogene Zeichnungen zu sehen, für die die Staatssammlung den Illustrator und Comic-Zeichner Frank Schmolke engagiert hat. Beim zweiten Rundgang werden Themen wie „Glaube und Religion“, und „Tod und Bestattung“ oder „Zeit und Kosmos“ dargestellt, mit Einblicken in die Vorgehensweise der Archäologie regelrecht inszeniert.

2. Rundgang Dauerausstellung
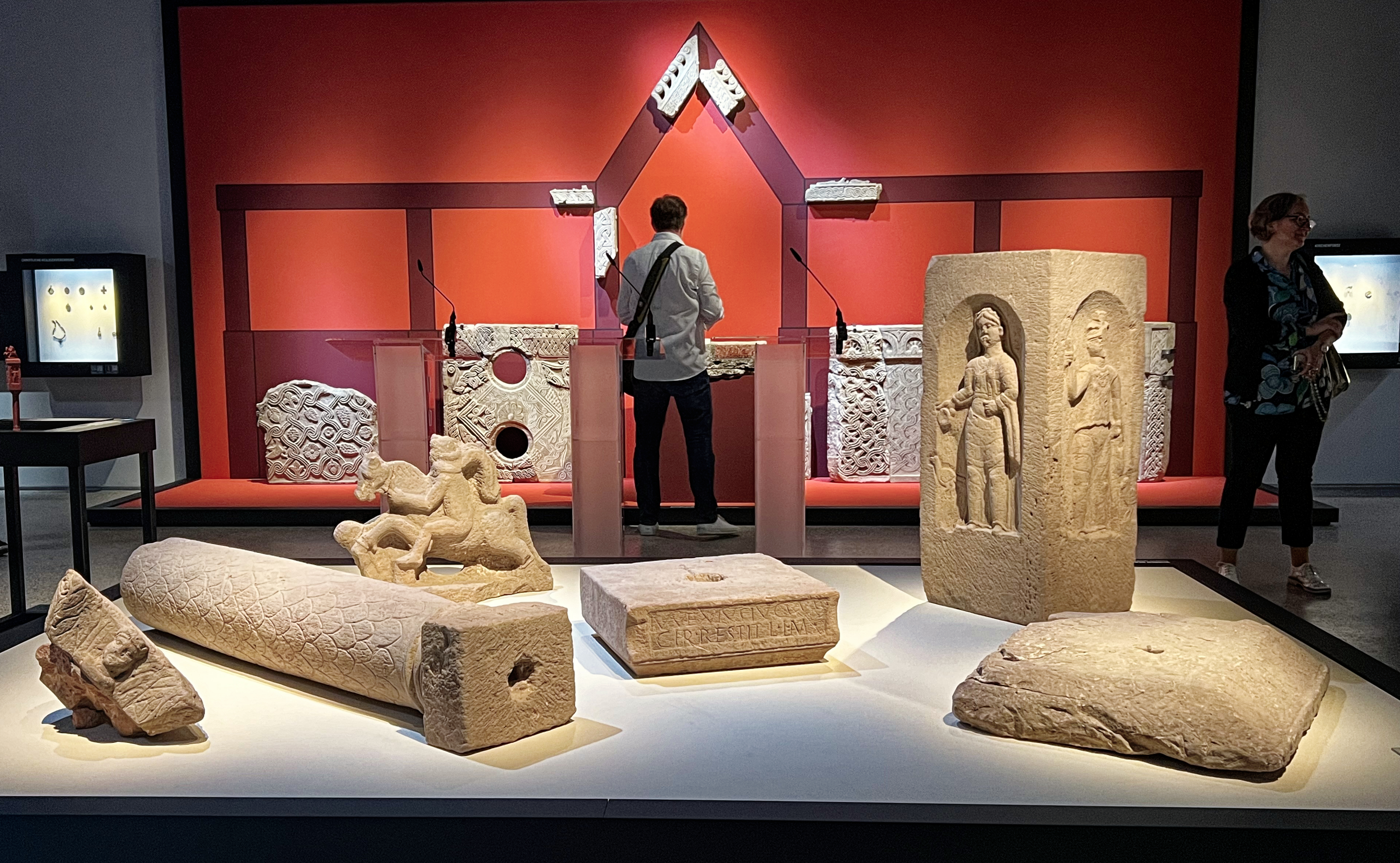
Glaube und Religion
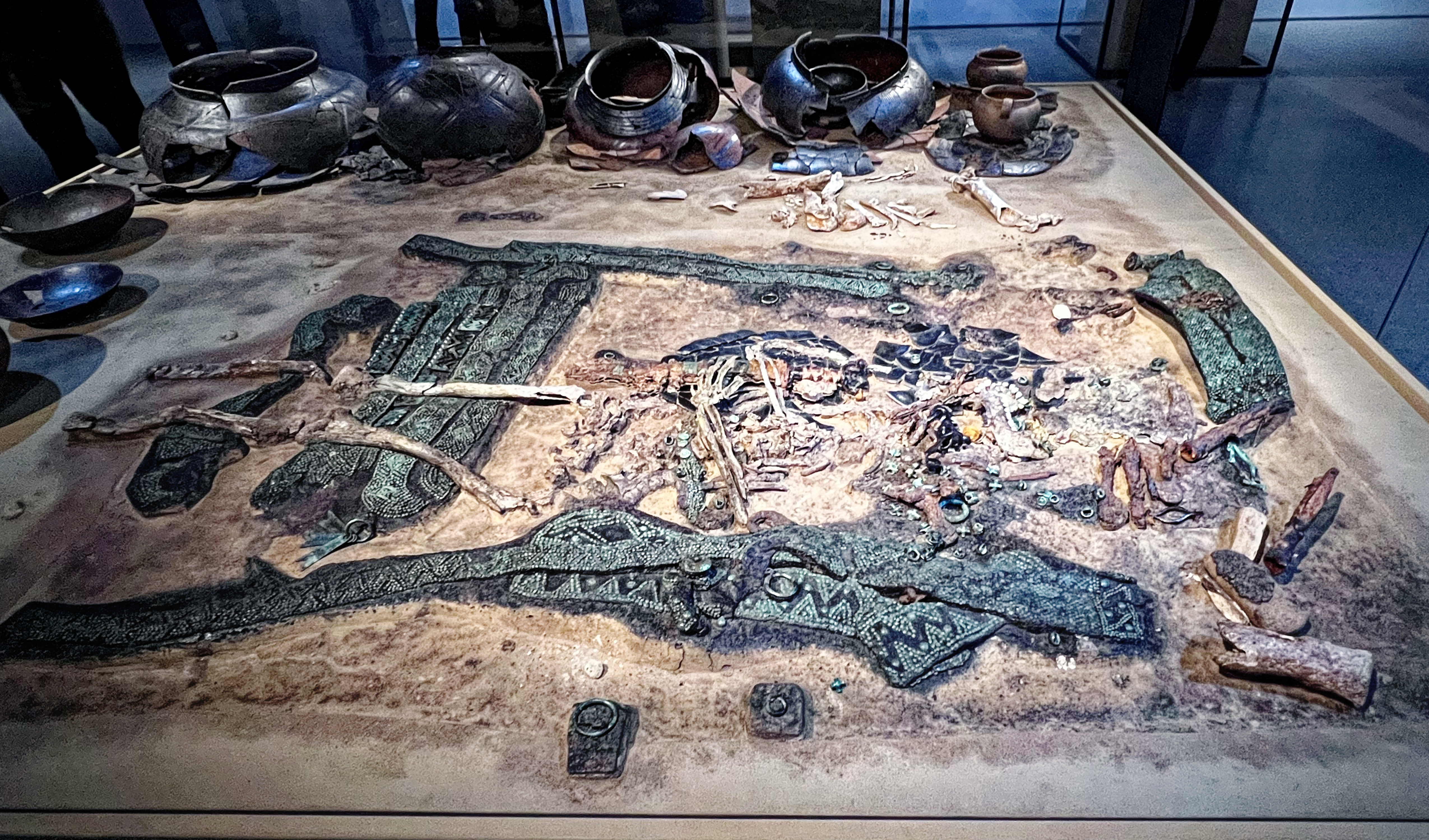
Tod und Bestattung
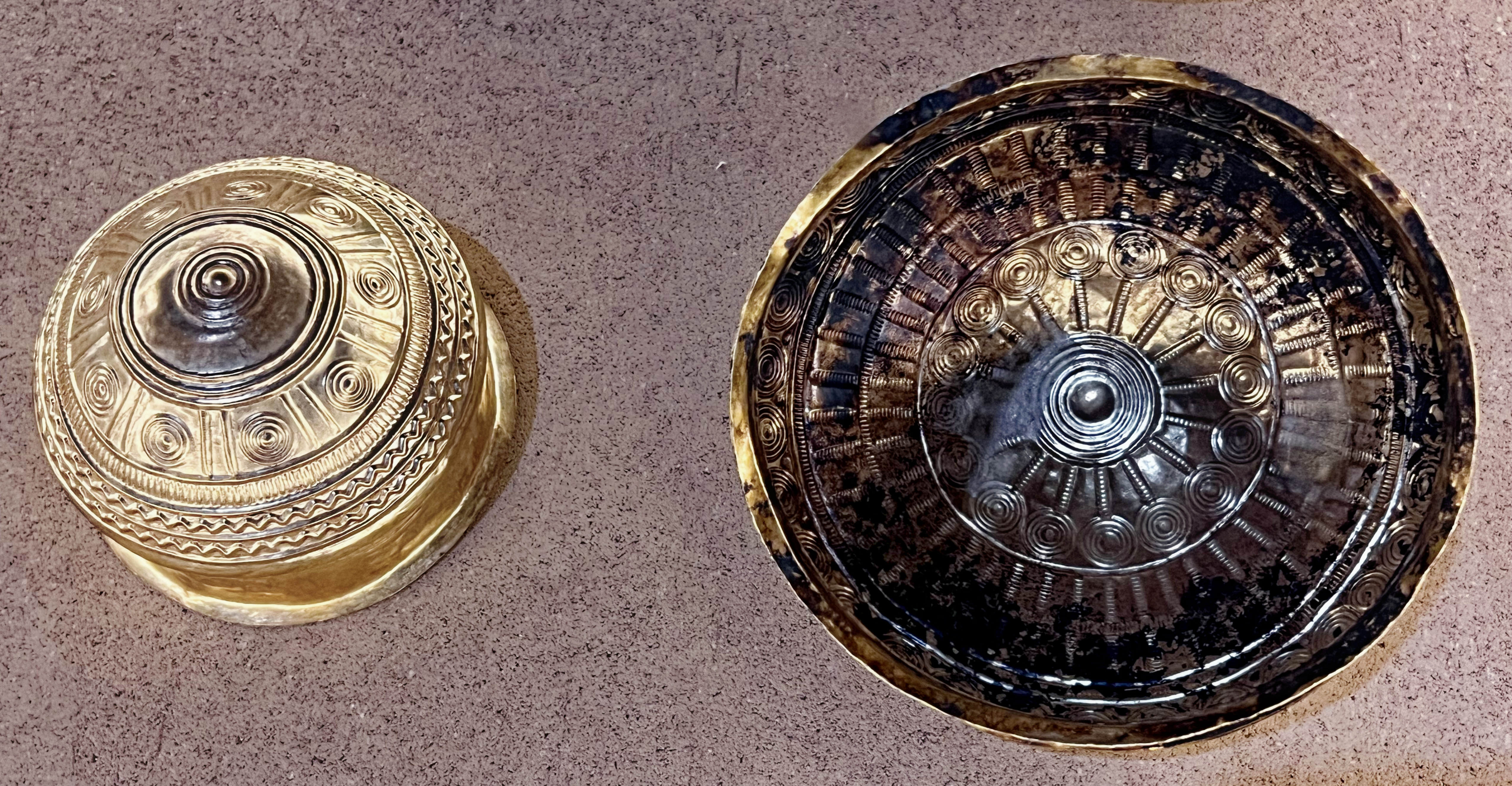
Kultgefäße aus Gold

## Sonderausstellungen
Daneben präsentiert das Museum ständig laufende Wechselausstellungen, so beispielsweise bis Ende 2014 die 500 Jahre alte Trockenmumie eines Inkamädchens aus Peru oder Chile, die 30 Jahre lang bis 2007 irrtümlich für die Moorleiche eines 20-jährigen Mädchens aus dem 16. Jh. aus dem Dachauer Moos gehalten wurde.
Neben der Dauerausstellung gibt es meist jährlich in Kooperation mit anderen Museen eine große Sonderausstellung; Beispiele:
- 2001: „Magie, Mythos, Macht – Gold der Alten und Neuen Welt“
- 2005: „Die Welt von Byzanz“
- 2006: „Die letzten Stunden von Herculaneum“
- 2008: „Welterbe Limes – Roms Grenze am Main“
- 2009: „Luxus und Dekadenz. Römisches Leben am Golf von Neapel“
- 2010: „Menschen und Dinge“
- 2013: „Keramik Inspirationen“
- 2014: „Ötzi – Neues von der Eismumie“
- 2015: „Kykladen – Frühe Kunst in der Ägäis“ in Kooperation mit dem Badischen Landesmuseum Karlsruhe
- 2016: „Vergangenheit und Zukunft“. Dies war die letzte Ausstellung vor der Sanierung des Museumsgebäudes. In ihr wurden die Sammlungs- und Ausstellungsgeschichte von der Prähistorischen Staatssammlung bis zur Archäologischen Staatssammlung und die Baugeschichte des Museums präsentiert.

In unregelmäßigen Abständen werden mit verschiedenen Kooperationspartnern Landesausstellungen präsentiert:
- 1988: „Bajuwaren – Von Severin bis Tassilo 488–788“ (in Rosenheim und Mattsee)
- 1993: „Das keltische Jahrtausend“ (in Rosenheim)
- 2000: „Die Römer zwischen Alpen und Nordmeer – Zivilisatorisches Erbe einer europäischen Militärmacht“ (in Rosenheim)
- 2001: „Magie, Mythos, Macht – Gold der Alten und Neuen Welt“
- 2013: „Alexander der Große“ (in Rosenheim)

## Direktoren
- 1885–1916: Johannes Ranke (1836–1916)
- 1917–1934: Ferdinand Birkner (1868–1944)
- 1934–1945 und 1948–1953: Friedrich Wagner (1887–1963)
- 1953–1960: Otto Kunkel (1895–1984)
- 1960–1984: Hans-Jörg Kellner (1920–2015)
- 1984–1994: Hermann Dannheimer (1929–2020)
- 1995–2010: Ludwig Wamser (* 1945)
- seit Februar 2010: Rupert Gebhard (* 1961)

## Zweigmuseen
Zur Archäologischen Staatssammlung gehören acht Zweigmuseen in ganz Bayern. In ihnen werden etwa 6.000 Exponate gezeigt. Auf diese Weise sollen archäologische Funde aus den jeweiligen Regionen möglichst fundortnah präsentiert werden und zugleich die Vielfalt an Bodenfunden in Bayern deutlich gemacht werden.
Die Außenstellen der Archäologischen Staatssammlung befinden sich in:
- Bad Königshofen im Grabfeld, Archäologiemuseum
- Bad Windsheim, Archäologie-Museum im Fränkischen Freilandmuseum Bad Windsheim
- Forchheim, Archäologiemuseum Oberfranken
- Grünwald, Burgmuseum Grünwald
- Manching, Kelten-Römer-Museum
- Mindelheim, Südschwäbisches Archäologiemuseum
- Neuburg an der Donau, Archäologie-Museum Schloss Neuburg an der Donau
- Weißenburg, Römermuseum Weißenburg

Zu den ehemaligen Außenstellen der Archäologischen Staatssammlung zählen:
- Aichach, Wittelsbachermuseum (1989–2019), seit 2019 in städtischer Trägerschaft
- Landau an der Isar, Niederbayerisches Archäologiemuseum (1995–2015), nach Umbau 2019 neu eröffnet als kommunales Museum Kastenhof Landau